# Słubice
Słubiceⓘ (até 1945 em alemão: Frankfurt (Oder)-Dammvorstadt) é um município no oeste da Polônia, na voivodia da Lubúsquia, no condado de Słubice e sede da comuna urbano-rural de Słubice. Está situado no desfiladeiro do rio Óder. Estende-se por uma área de 19,2 km², com 16 470 habitantes, segundo o censo de 31 de dezembro de 2021, com uma densidade populacional de 857,8 hab./km².
Com Frankfurt an der Oder, uma parte da qual foi até 1945, forma uma aglomeração transfronteiriça de cerca de 80 mil habitantes. É um centro acadêmico — sede do Collegium Polonicum. Há um histórico estádio SOSiR e outras atrações turísticas, incluindo o cemitério judaico — um dos mais antigos da Europa, a primeira menção dele vem de 1399, monumentos arquitetônicos, uma ciclovia no passeio público, roteiros turísticos, uma reserva natural e muitos outros. Parte da cidade está incluída na Zona Econômica Especial Kostrzyn-Słubice e também pertence à Eurorregião Pro Europa Viadrina. Słubice fez parte da Associação de Cidades polonesas, mas se desligou no governo do prefeito Tomasz Ciszewicz.

## Geografia

### Localização

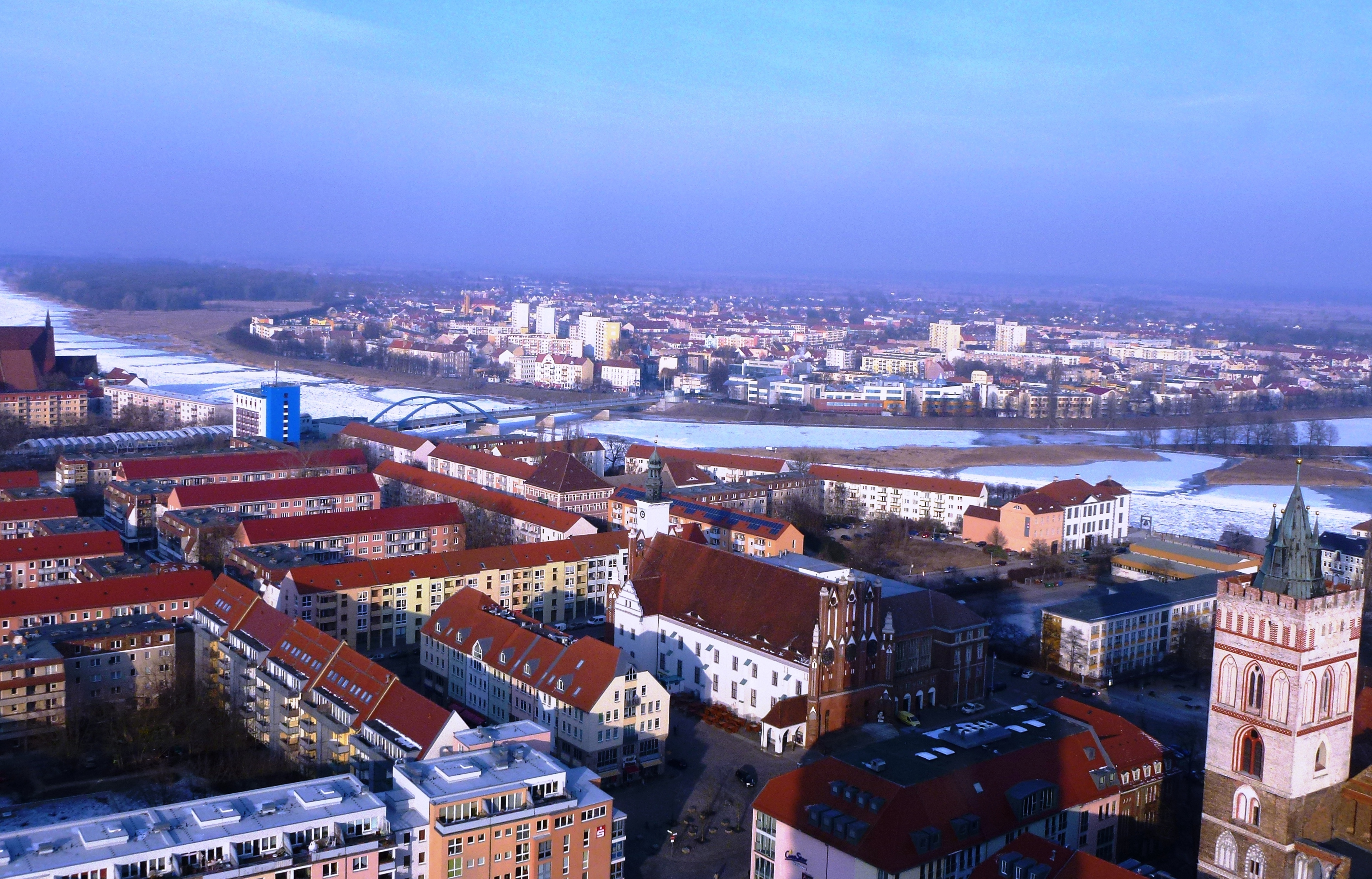
Vista parcial da cidade alemã de Frankfurt an der Oder. Ao fundo, panorâmica de Słubice

A cidade está localizada na fronteira com a Alemanha, no rio Óder, pelas estradas nacionais n.º 29 e n.º 31, 70 km de Berlim, 80 km de Gorzów Wielkopolski, 87 km de Zielona Góra, 150 km de Szczecin, 180 km de Poznań, 249 km de Breslávia e 490 km de Varsóvia. A autoestrada A2 passa ao sul de Słubice. A cidade está localizada entre o Vale Glacial Varsóvia-Berlim e o Vale Glacial Toruń-Eberswaldzka, no Distrito do Lago Lubúsquia e no Vale Médio do rio Óder.
Słubice está situada na região histórica da Lubúsquia.
Nos anos 1975–1998 a cidade pertenceu administrativamente à voivodia de Gorzów.
Os conjuntos habitacionais de Słubice são: Folwarczne, Grzybowe, Kochanowskiego, Komes, Kopernika, Krasiński, Królów Polskich, Leśne, Mała Moskwa (incluindo Świerkowe), Nadodrze, Paderewskiego, Sady, Słowiańskie, Transportowa, Witosa, Wimar, Wojska Polskiego, Zielone Wzgórza. A área suburbana inclui Kunowice, Nowy Lubusz e Świecko.
As aldeias vizinhas são: Drzecin, Golice, Kolonia Lubusz, Kunice, Lisów, Nowe Biskupice, Nowy Lubusz, Pławidło, Rybocice, Stare Biskupice, Starków, Sułów, Sułówek, Zielony Bór.

### Estrutura de uso da terra
Segundo dados de 31 de dezembro de 2021, a área da cidade é de 19,2 km².
| Tipos de uso    | Área [ha] | Proporção com a área municipal [%] |
| --------------- | --------- | ---------------------------------- |
| Fazenda         | 1129      | 58,80                              |
| Área construída | 485       | 25,26                              |
| Área florestal  | 168       | 8,75                               |
| Estéril         | 73        | 3,80                               |
| Área submersa   | 56        | 2,92                               |
| Áreas diversas  | 9         | 0,47                               |

### Solos
Na parte leste da cidade e seus arredores existem principalmente solos podzólicos, feitos de areias e lavrões, enquanto nas partes norte e sul há solos argilosos e solos pantanosos..

## Toponímia
A gênese do nome Słubice causa muitas disputas. Alguns derivam seu nome da tribo eslava dos eslupianos, que ocupou a área entre os rios Spree e Óder. O documento de 992 menciona, entre outros, Zulbica. De acordo com outras fontes históricas, o assentamento de Zbiwitz, Zbirwitz ou Zliwitz estava localizado na margem direita do rio Óder na Idade Média. O nome Słubice também pode ser derivado das palavras polonesas słub, słup.
Até 1945, a cidade fazia parte da cidade alemã de Frankfurt an der Oder chamada Dammvorstadt. Este nome não é usado pelos alemães no momento. Ao descrever a parte polonesa da aglomeração transfronteiriça, eles usam o nome oficial polonês ou simplificam para Slubice (pronunciado ['slʊbɪtsə]). Este nome também é usado na língua oficial, por exemplo, no site da cidade de Frankfurt an der Oder, e uma de suas ruas é chamada Slubicer Straße.
Em 1946, o nome oficial foi dado a Słubice.
No período entre guerras e imediatamente após a Segunda Guerra Mundial, o nome Słubice ou Słubice nad Odra também poderia se referir à parte da margem esquerda ou ao todo, mas nunca foi atribuído a Frankfurt an der Oder..

## História

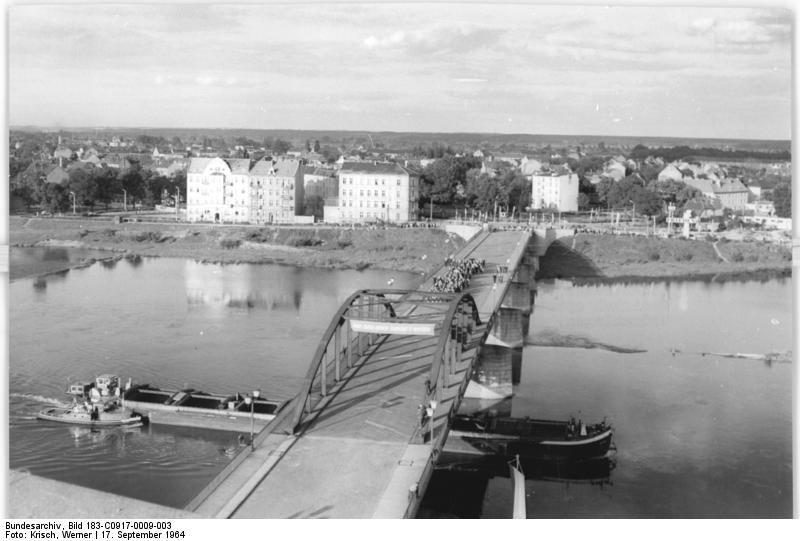
Słubice em 1964

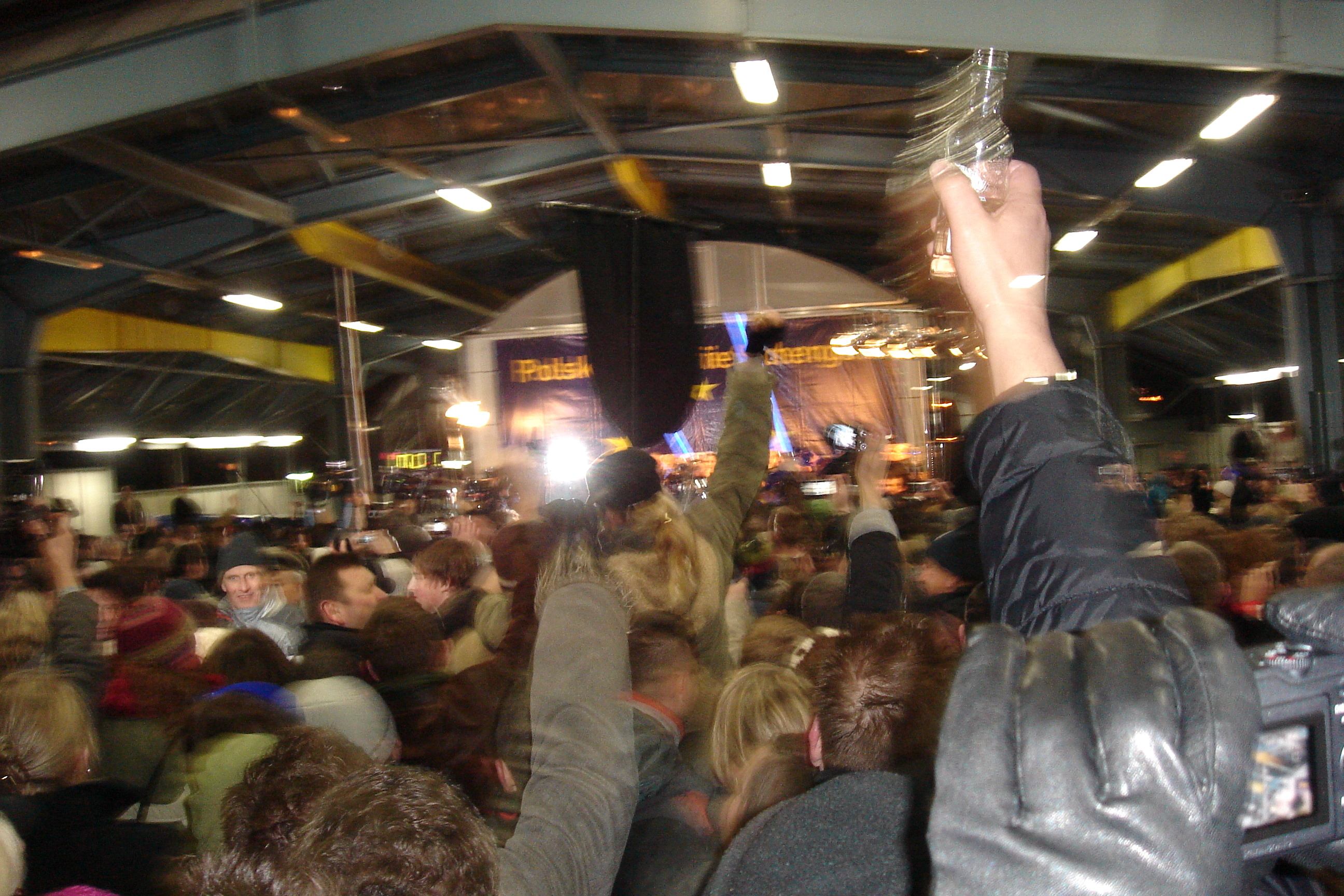
21 de dezembro de 2007 — alegria da multidão na ponte fronteiriça depois que a Polônia aderiu ao Acordo de Schengen

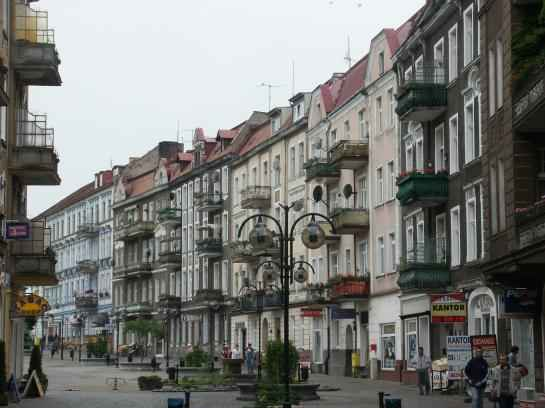
Passeio Unidade dos Trabalhadores — a chamada "Cidade Velha"

Frankfurt an der Oder com Słubice remonta ao século XIII, a primeira menção é feita a um acordo comercial no rio Óder, concedido em 1225 por Henrique I, o Barbudo, com um privilégio comercial e supostamente o direito de armazenar. Em 1253, ao assentamento foi concedido o direito de cidade, e o documento menciona Vrankenvorde, mais tarde Frankfurt an der Oder. A partir desse momento até 1945, a margem direita fazia parte de Frankfurt an der Oder sob o nome de Dammvorstadt (lit. subúrbio da barragem). Após a eclosão da guerra pelo domínio da região, em 1319, a cidade e a região foram tomadas pelo Duque de Wołogoszcz, Vartislau IV da Pomerânia, e em 1324 foi finalmente entregue aos Wittelsbachs, fazendo parte da Marca de Brandemburgo. Em 1326, uma invasão polaco-lituana atingiu as proximidades da cidade.
Após o domínio da dinastia Wittelsbach, em 1373, o eleitorado de Brandemburgo e sua área de Frankfurt an der Oder (incluindo a área da atual Słubice), graças aos esforços do imperador romano-germânico e rei tcheco Carlos IV, tornaram-se parte da Coroa do Reino da Boêmia. O período de domínio tcheco durou 42 anos e terminou em 1415, quando o imperador romano-germânico, rei húngaro e governante do reino tcheco, Sigismundo de Luxemburgo, deu Brandemburgo à dinastia Hohenzollern, que o governou até o final da Primeira Guerra Mundial. A primeira menção escrita de um cemitério judeu local vem de 1399, o que o torna o mais antigo cemitério judaico ainda existente na Europa Central e Oriental. De acordo com suposições, o cemitério poderia ter sido inaugurado até 100 anos antes de sua menção mais antiga e preservada.
Em 1749, em Słubice pré-guerra, foi fundada a empresa industrial mais antiga de Frankfurt an der Oder, ou seja, uma fábrica de produtos de cera de abelha e uma fábrica de branqueamento de cera. Nos anos de 1777–1945 a empresa foi dirigida pela família Harttung. Em 1769 entrou em funcionamento uma fábrica de seda, posteriormente reconstruída em edifício residencial. Entre os inquilinos do edifício estavam, entre outros o presidente posterior do Reichstag e o primeiro presidente do Reichsgericht (Tribunal Supremo) em Leipzig, Eduard von Simson.
Em 1785, a maioria da área de Słubice de hoje estava sob a água como resultado de uma inundação de neve de primavera. A única vítima fatal daqueles dias foi o sobrinho do rei Frederico, o Grande e comandante da guarnição de Frankfurt an der Oder, o príncipe Leopoldo von Braunschweig-Wolfenbüttel, comumente conhecido como Leopoldo Brunswick. A 1 de agosto de 1787 foi inaugurado um monumento ao príncipe Leopoldo, o monumento mais antigo da história de toda a Frankfurt an der Oder.
Em 1811 foi inaugurado o cemitério municipal chamado Colinas Judaicas (Frankfurter Dammvorstadt-Friedhof), que tem sido usado como cemitério municipal em Słubice desde o fim da guerra. A segunda metade do século XIX viu o grande crescimento da indústria. Foi então que suas atividades se desenvolveram, entre outras a fábrica de armas de Wilhelm Collath e Georg Teschner (hoje sede da loja Biedronka na rua Kościuszki), e a fundição de ferro de A. Guttmann (hoje sede da Galeria Prima).
Em 23 de janeiro de 1898, foi lançada uma rede de bondes em Frankfurt an der Oder, que, através da ponte sobre o rio Óder, também chegava à margem direita, ou seja, Słubice de hoje. Nos anos 1914–1927 sob a direção de Otto Morgenschweis, o Estádio SOSiR (na época Ostmarkstadion) foi construído pelos prisioneiros de guerra russos capturados durante a Primeira Guerra Mundial, erguido com base no Grunewaldstadion de Berlim. De 4 a 7 de julho de 1930, a 24.ª Competição de Ginástica de Brandenburgo (24. Brandenburgisches Kreisturnfest) ocorreu no estádio e trouxe um público recorde nas instalações.
Em 9 de janeiro de 1919, os insurgentes da Grande Polônia realizaram um ataque de retaliação do aeroporto de Ławica no aeroporto militar na margem direita de Frankfurt an der Oder (segundo o livro de Kazimierz Sławiński “Ławica — poznańskie lotnisko” de 1975 e publicações referentes a este livro). Esta informação nunca foi confirmada pelo Arquivo Militar Central ou pelo Instituto da Memória Nacional. O mito sobre o suposto ataque aéreo já foi desmentido pelo Museu da Revolta da Grande Polônia em Poznań e pela Sociedade Histórica de Frankfurt an der Oder. Conforme as últimas descobertas científicas, Mariusz Niezrawski (autor do livro “Polskie wojska lotnicze w okresie walk o granice Państwa Polskiego (1918–1921)” de 2017) e Marek Rezler (coautor da “Enciclopédia da Revolta da Grande Polônia” de 2018), é apenas uma lenda e o suposto ataque nunca aconteceu. O piloto Wiktor Pniewski foi de fato um dos conquistadores do aeródromo militar de Ławica perto de Poznań e ameaçou os alemães com um ataque de retaliação a Frankfurt an der Oder. No entanto, ao contrário das palavras de Sławiński, a ameaça de um ataque de retaliação nunca foi cumprida, relatórios civis poloneses ou alemães sobreviventes de 1919 não contêm uma única menção ao suposto ataque aéreo ao aeroporto militar de Frankfurt an der Oder, nem qualquer jornal polonês ou alemão antes de 1975 mencionou tal evento. Fontes da República Popular da Polônia escreveram sobre a suposta retirada de seis bombas de 25 quilos (ou seja, 150 kg no total), apesar da capacidade de carga das aeronaves multiúso alemãs, LVG C.V, ser metade disso. [25].
Em 26 de janeiro de 1945, Frankfurt an der Oder foi proclamada fortaleza (Festung Frankfurt (Oder)), mas a área de Słubice de hoje praticamente não foi danificada durante a guerra. Em fevereiro de 1945, a população civil foi evacuada e, em 19 de abril de 1945, soldados alemães explodiram uma ponte de pedra sobre o rio Oder. Os combates na cidade duraram até 20 de abril. Mais de 100 soldados do 11.º Corpo Blindado da 1.ª Frente Bielorrussa e do 7.º Exército Polonês foram mortos lá (em sua homenagem, em 22 de julho de 1949, o Monumento da Vitória e da Irmandade de Armas foi inaugurado na Praça Bohaterów)

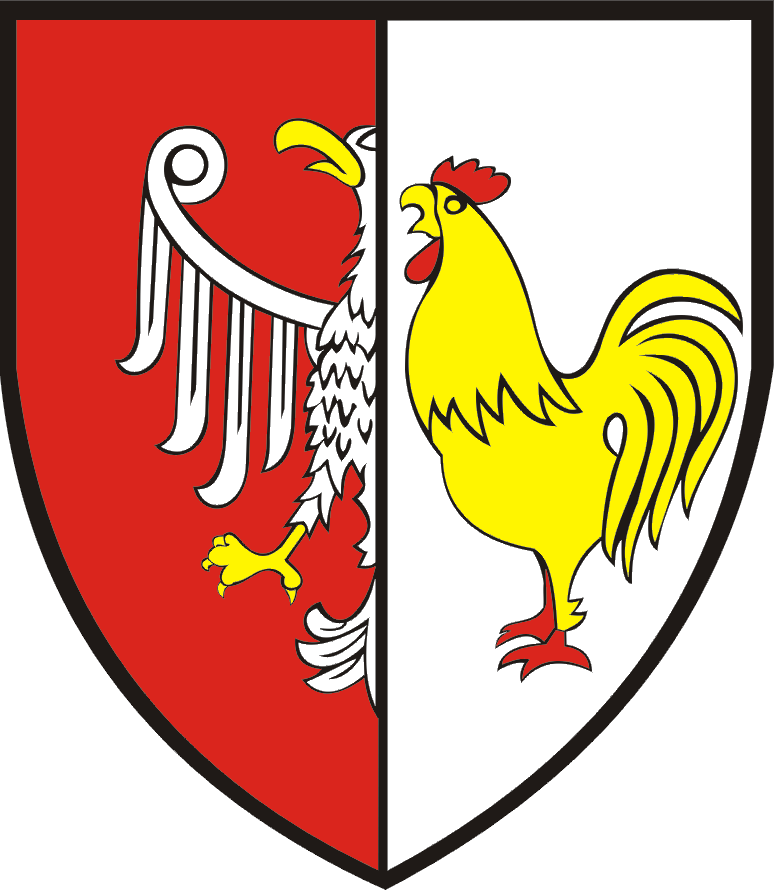
Brasão de armas de Słubice em vigor de 1945 a 2006

Desde 1945, Słubice tem funcionado como uma cidade independente sob administração polonesa. O primeiro prefeito foi Henryk Jastrzębski, e o primeiro padre foi Maximilian Loboda — um padre alemão de origem polonesa da paróquia de Santa Cruz em Frankfurt an der Oder. De agosto de 1945 a janeiro de 1946, o comandante de guerra da cidade foi o 2.º tenente Józef Krupa. Em 1950 Słubice tornou-se a sede do condado de Rzepin, transformado em 1959 no condado de Słubice.
Em 1972 Słubice iniciou a cooperação com Frankfurt an der Oder, então a passagem de fronteira foi aberta. Três anos depois, em 1975, como parte da reforma administrativa do país, introduzindo uma divisão administrativa em dois níveis, o condado foi abolido e o Escritório da Cidade e Comuna (UMiG) foi criado. Em 1981, a “Galeria Provincial” foi inaugurada no edifício do Centro Cultural Municipal de Słubice (SMOK), cujo criador e curador em 1980–2002 foi o vencedor do prêmio cultural Passaporte “Polityka”, Ryszard Górecki. Atualmente, é substituída pela galeria “OKNO” dirigida por Anna Panek-Kusz. Em 1987, a cidade conquistou o título de Mestre em Economia.
Em 1993, foi convocada pela primeira vez uma sessão das duas cidades — Frankfurt an der Oder e Słubice. No mesmo ano, um aterro municipal de resíduos foi inaugurado próximo de Kunowice.
Em 1994, foi iniciada a construção de casas para estudantes (“Amicus”, “Arcadia”, “Gaudium”, “Juventa”, “Sapientia”, uma casa de estudantes de doutorado), e em 1995 foi iniciada a construção do Collegium Polonicum. Em 1996 foi inaugurada uma estação de tratamento de esgoto. Em 1997, foi criada a Zona Econômica Especial Kostrzyn-Słubice (K-SSSE). No mesmo ano, Frankfurt e Słubice defenderam-se contra a inundação do milênio. Em 1998, o Collegium Polonicum foi inaugurado, enquanto em 1999, como parte da reforma administrativa do país, restaurando a estrutura de três níveis de divisão territorial, o condado de Słubice foi restabelecido. Em 2006, começou a construção do dormitório “Fórum” e em 2008 uma nova sala de cinema foi inaugurada no SMOK.

## Afiliação político-administrativa
Afiliação político-administrativa (sublinhada – alteração seguinte):
- Antes de 1120: afiliação contestada devido à falta de fontes escritas preservadas
- 1120–1138: Primeira monarquia piasta], Terra de Lebus (afiliação direta, sem feudo)
- 1138–1146: Ducado da Silésia, Terra de Lebus como distrito de Vladislau II, o Exilado
- 1146–1163: Ducado da Silésia, Terra de Lebus como um distrito de Boleslau IV, o Encaracolado
- 1163–1201: Ducado da Silésia, Terra de Lebus como um distrito de Boleslau I, o Alto
- 1201–1206: Ducado da Silésia de Henrique I, o Barbudo, Terra de Lebus
- 1206–1209: Ducado da Grande Polônia de Vladislau III Laskonogi, Terra de Lebus
- 1209–1210: Marca da Baixa Lusácia de Conrado II da Lusácia
- 1211–1218: Ducado da Silésia de Henrique I, o Barbudo, Terra de Lebus
- 1218–1225: Ducado da Grande Polônia de Vladislau III Laskonogi, Terra de Lebus
- 1225–1230: Sacro Império Romano-Germânico, Marca de Brandemburgo
- 1230–1238: Ducado da Silésia de Henrique I, o Barbudo, Terra de Lebus
- 1239–1241: Ducado da Silésia de Henrique II, o Piedoso, Terra de Lebus
- 1241–1242: Ducado de Lebus (separado do Ducado da Silésia), sob Mieszko de Lebus
- 1243–1248: Ducado da Silésia, Terra de Lebus como um distrito de Boleslau II da Silésia
- 1250–1252: Terra de Lebus como condomínio de Oto III, marquês de Brandemburgo e do Arcebispo de Magdeburgo, Wilbrand von Käfernburg
- 1252–1319: Sacro Império Romano-Germânico, Marca de Brandemburgo (dinastia Ascania), província de Nova Marca, a partir de 1253 a cidade de Frankfurt an der Oder, um subúrbio na margem direita do rio Óder sob vários nomes (incluindo "Über die Oder")
- 1319–1324: Sacro Império Romano, Ducado da Pomerânia (dinastia Grifo)[15]
- 1324–1373: Sacro Império Romano-Germânico, Marca de Brandemburgo (dinastia Wittelsbach), província de Nova Marca, cidade de Frankfurt an der Oder, subúrbio na margem direita do rio Óder sob vários nomes (incluindo "Über die Oder")
- 1373–1415: Sacro Império Romano-Germânico, Terras da Coroa da Boêmia (Dinastia de Luxemburgo), Marca de Brandemburgo, província de Nova Marca, cidade de  Frankfurt an der Oder, subúrbio na margem direita do rio Óder sob vários nomes (incluindo "Über die Oder")
- 1415–1618: Sacro Império Romano-Germânico, Marca de Brandemburgo (dinastia Hohenzollern), província de Nova Marca, cidade de Frankfurt an der Oder, subúrbio na margem direita do rio Óder sob vários nomes (incluindo "Über die Oder")
- 1618–1701: Sacro Império Romano-Germânico, Brandemburgo-Prússia (dinastia Hohenzollern), Marca de Brandemburgo, província de Nova Marca, cidade de Frankfurt an der Oder, subúrbio de Gartenstadt, depois Dammvorstadt
- 1701–1806: Sacro Império Romano-Germânico, Reino da Prússia (dinastia Hohenzollern), província de Nova Marca, cidade de Frankfurt an der Oder, subúrbio de Dammvorstadt
- 1806–1815: Reino da Prússia (dinastia Hohenzollern), província de Nova Marca, cidade de Frankfurt an der Oder, subúrbio de Dammvorstadt
- 1815–1866: Confederação Germânica, Reino da Prússia (dinastia Hohenzollern), província de Brandemburgo, distrito administrativo de Frankfurt, Nova Marca, cidade de Frankfurt an der Oder, subúrbio de Dammvorstadt
- 1866–1867: Reino da Prússia (dinastia Hohenzollern), província de Brandemburgo, distrito administrativo de Frankfurt, Nova Marca, cidade de Frankfurt an der Oder, subúrbio de Dammvorstadt
- 1867–1871: Confederação da Alemanha do Norte, Reino da Prússia (dinastia Hohenzollern), província de Brandemburgo, distrito administrativo de Frankfurt, Nova Marca, cidade de Frankfurt an der Oder, subúrbio de Dammvorstadt
- 1871–1918: Império Alemão (Segundo Reich), Reino da Prússia, província de Brandemburgo, distrito administrativo de Frankfurt, Nova Marca, cidade de Frankfurt an der Oder, subúrbio de Dammvorstadt
- 1919–1933: República de Weimar, Estado Livre da Prússia, província de Brandemburgo, distrito administrativo de Frankfurt, Nova Marca, cidade de Frankfurt an der Oder, subúrbio de Dammvorstadt
- 1933–1945: Alemanha Nazista, Marca de Brandemburgo, distrito administrativo de Frankfurt, Nova Marca, cidade de Frankfurt an der Oder, subúrbio de Dammvorstadt
- 1945: República da Polônia, Territórios Recuperados, distrito da Pomerânia Ocidental, cidade de Słubice (nad Odrą)
- 1945–1946: República da Polônia, voivodia de Poznań, condado de Rzepin, cidade de Słubice
- 1946: República da Polônia, voivodia de Poznań, condado de Rzepin, cidade de Słubice
- 1946–1950: República da Polônia, voivodia de Poznań, condado de Rzepin, comuna de Słubice, cidade de Słubice
- 1950–1952: República da Polônia, voivodia de Zielona Góra, condado de Rzepin, comuna de Słubice, cidade de Słubice
- 1952–1954: República Popular da Polônia, voivodia de Zielona Góra, condado de Rzepin, comuna de Słubice, cidade de Słubice
- 1954–1957: República Popular da Polônia, voivodia de Zielona Góra, condado de Rzepin, gromada de Kunowice, cidade de Słubice
- 1958: República Popular da Polônia, voivodia de Zielona Góra, condado de Rzepin, gromada de Słubice, cidade de Słubice
- 1959–1972: República Popular da Polônia, voivodia de Zielona Góra, condado de Słubice, gromada de Słubice, cidade de Słubice
- 1973–1975: República Popular da Polônia, voivodia de Zielona Góra, condado de Słubice, comuna de Słubice, cidade de Słubice
- 1975–1989: República Popular da Polônia, voivodia de Gorzów, comuna de Słubice, cidade de Słubice
- 1989–1998: Terceira República Polonesa, voivodia de Gorzów, comuna de Słubice, cidade de Słubice
- 1999–presente: República da Polônia, voivodia da Lubúsquia, condado de Słubice, comuna de Słubice, cidade de Słubice

## Monumentos históricos

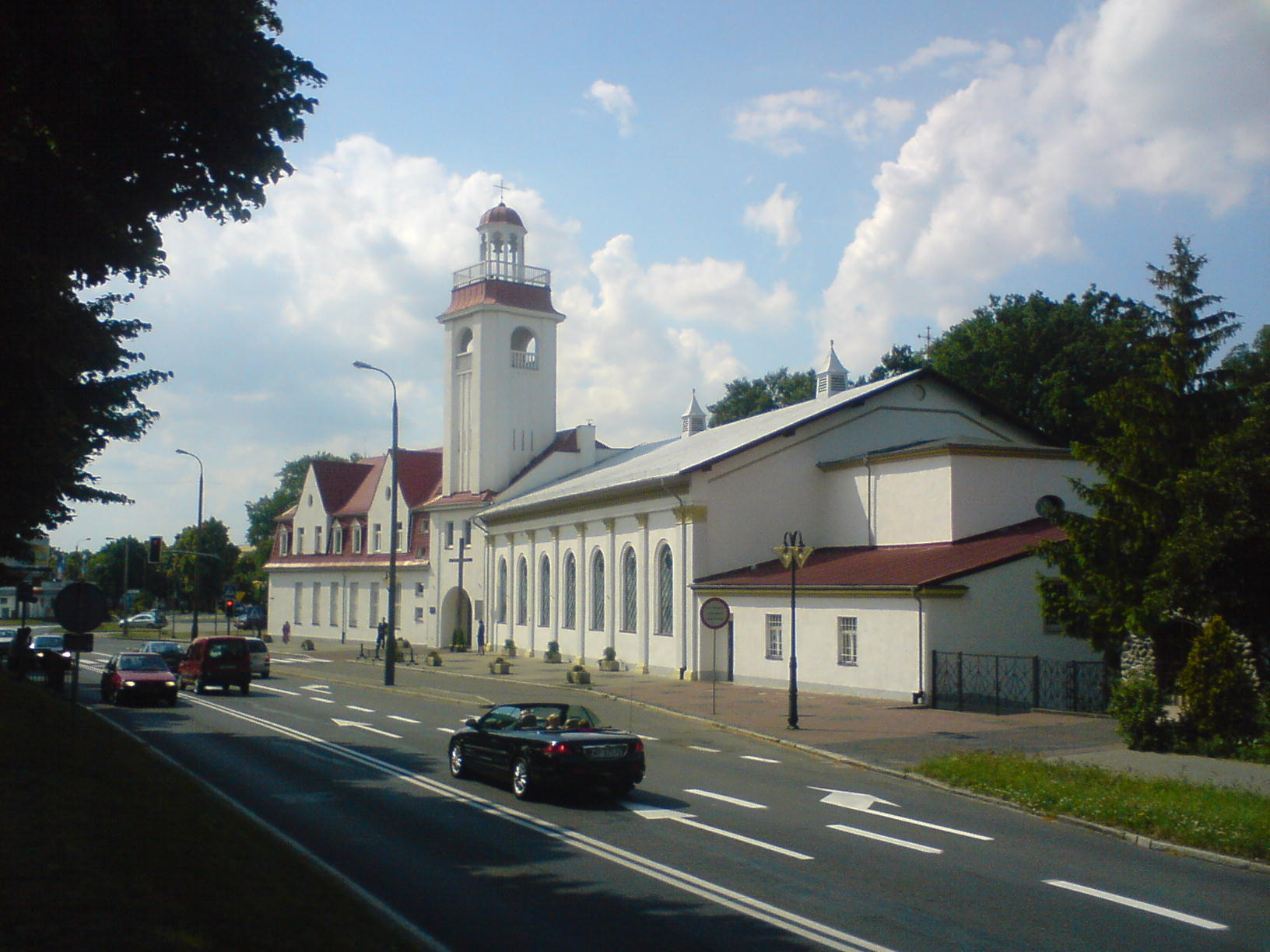
Igreja da Bem-Aventurada Virgem Maria, Rainha da Polônia de 1775

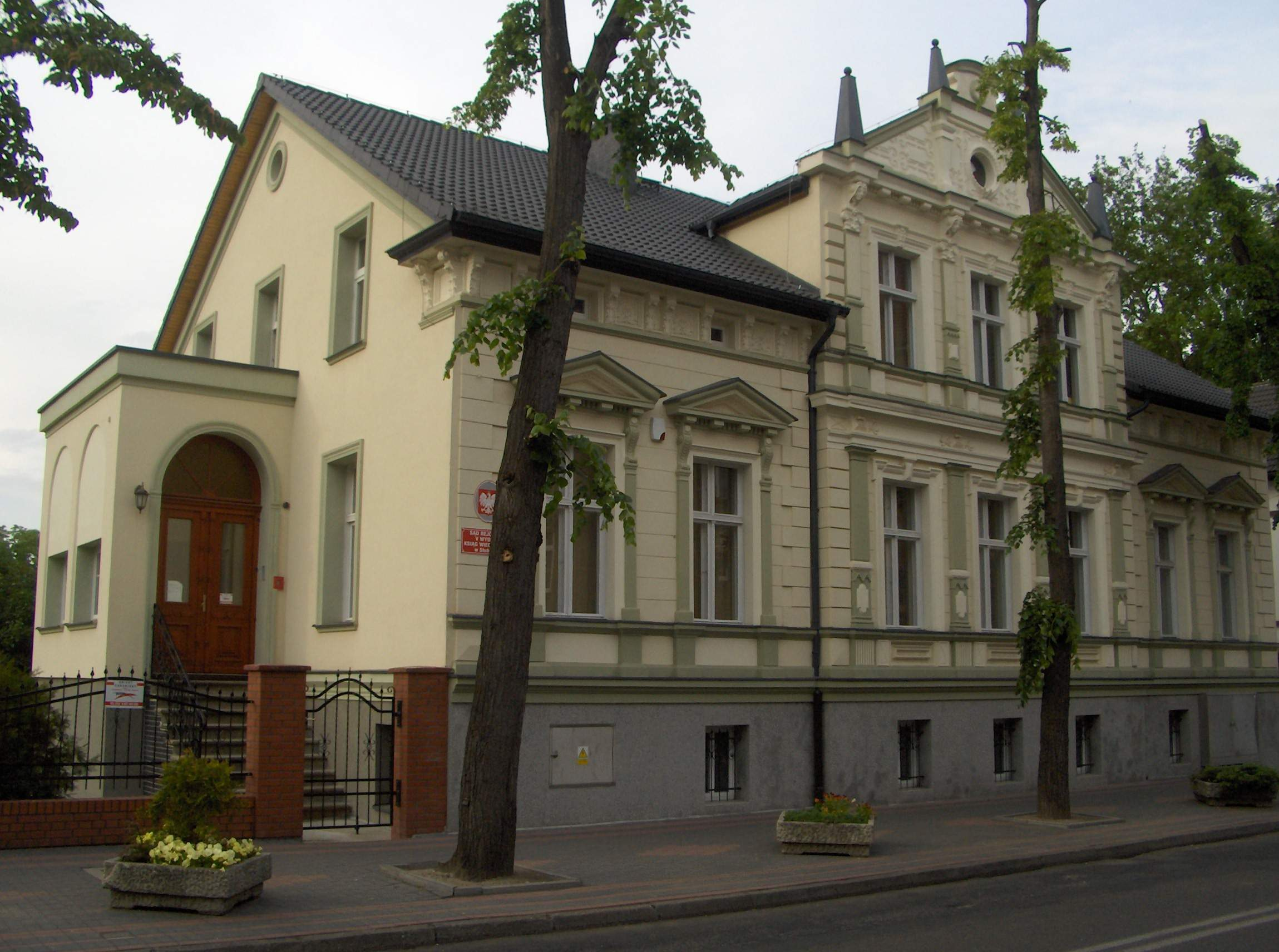
Palácio na rua Mickiewicza 3

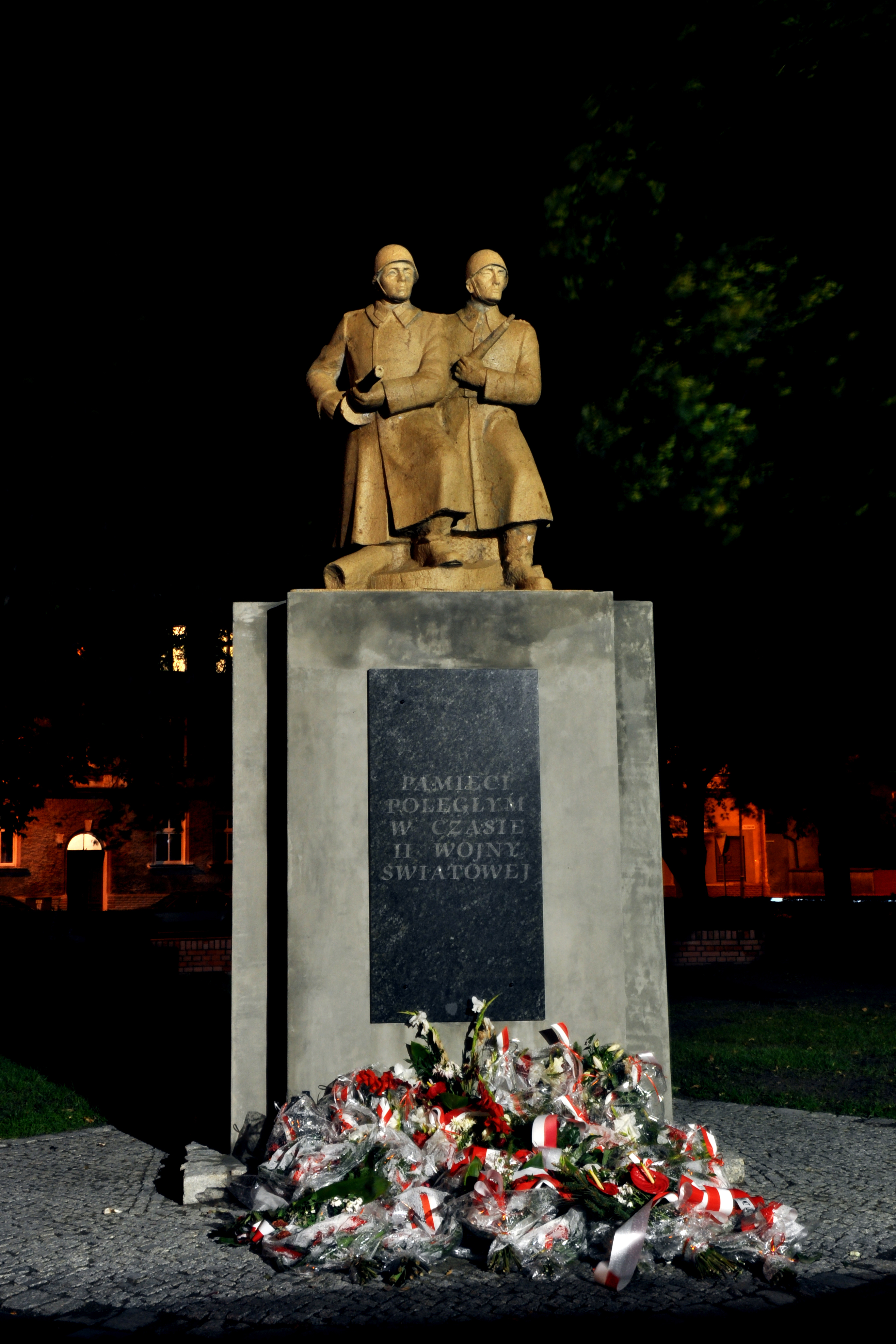
Novo Monumento aos Heróis em Słubice

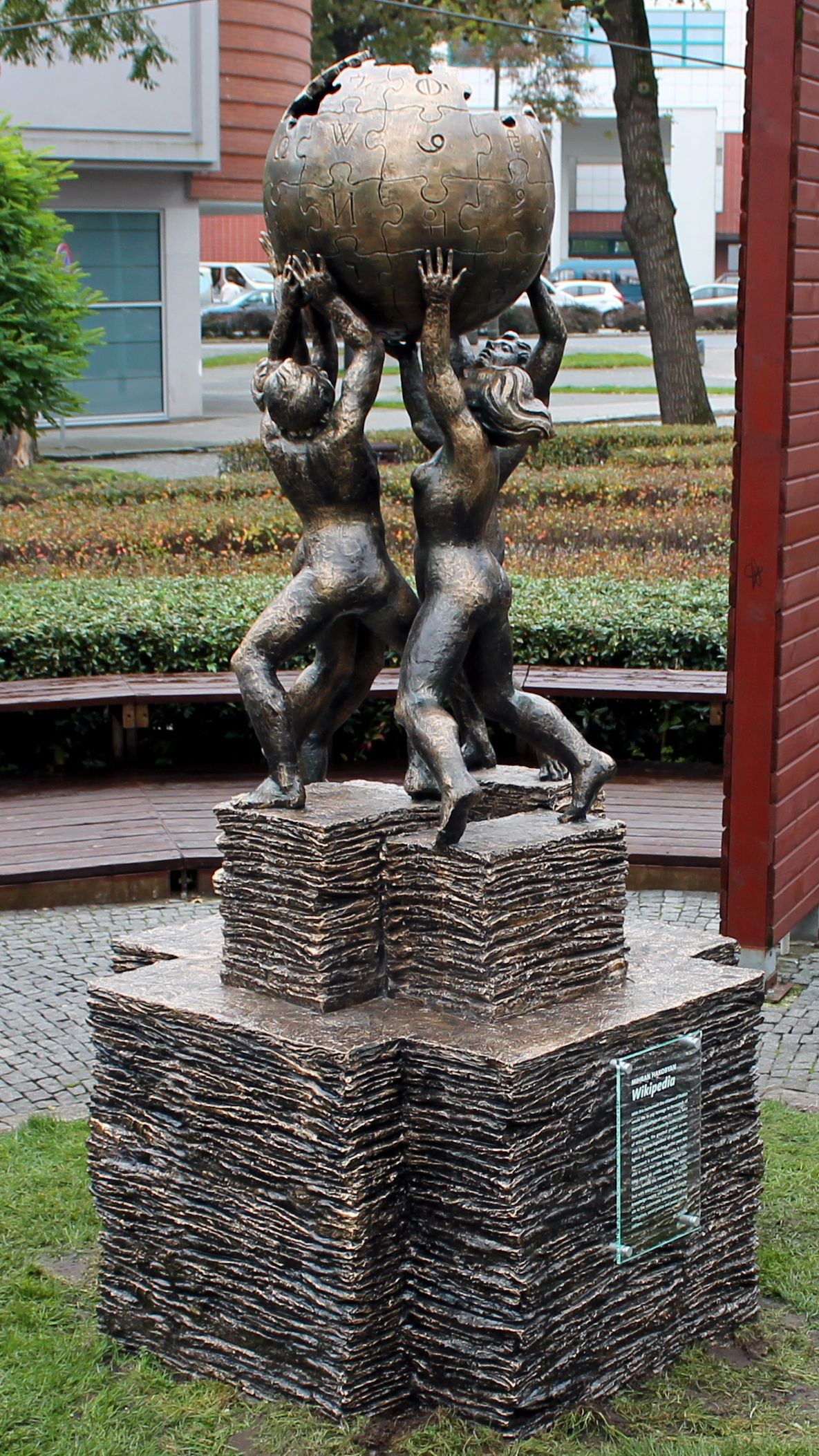
Monumento à Wikipédia

Conforme a lista do Instituto do Patrimônio Nacional, estão inscritos no registro de monumentos:
- Escola primária n.º 1 na rua Wojska Polskiego 1, o edifício é de 1893;
- Fachada do antigo cinema “Piast” na rua Jedności Robotnicza 9-10, erguido em 1924 no estilo expressionista com elementos art déco[32]sob o nome Filmpalast Friedrichstraße, agora abandonado;
- Cemitério judaico em Słubice na rua Transportowa, mencionado a partir de 1399;[33][34]
- Estádio SOSiR na rua Sportowa 1, erguido nos anos 1914–1927 como Ostmarkstadion, erroneamente referido como “estádio olímpico” ou “estádio da marca ocidental”;[35]

Outros monumentos, cronologicamente, conforme a data da sua criação:
- Igreja da Bem-Aventurada Virgem Maria, Rainha da Polônia na rua 1 Maja, construída em 1775 como casa de tiro (Schützenhaus);
- Edifício residencial do século XIX e início do século XX;
- Edifício do “Czerwony Folwark” do século XVIII na rua Folwarczna, até 1945 sob o nome de Rotvorwerk;
- Palácio na rua Mickiewicza 3, erguido por volta de 1900 para o proprietário de bens de cavalaria, M. Herrguth; sede do Gabinete do Trabalho do Condado
- Mansão neoclássica do século XIX na rua 1 Maja 12, construída como uma mansão Decker, sede do Banco Pekao de 1951 a 2014 (abandonada);
- “Jedynka” coloquialmente conhecido como a “prefeitura” do final do século XVIII na rua Seelowska (anteriormente Gospoda pod Siedmioma Szwabami, então escola, atual centro comercial Galeria Jedynka);
- Edifício do cassino dos ex-oficiais na rua Mickiewicza 11, erguido por volta de 1890;
- Edifício do Centro Estudantil Católico na praça Jana Pawła II 1, erguido nos anos 1912–1913 como banho municipal Marienbad III;
- Edifício pós-quartel de aproximadamente 1912 — antigo quartel-general da Guarda de Fronteiras na rua Konstytucji 3 Maja; atualmente um edifício residencial;
- Mansão do início do século XX na rua 1. Maja 24;
- Mansão da década de 1920 na rua Mickiewicza 7 (abandonada).

Monumentos históricos (não existentes) que estavam localizados na margem direita de Frankfurt an der Oder e não sobreviveram à Segunda Guerra Mundial:
- Monumento ao Príncipe Leopoldo inaugurado em 1 de agosto de 1787 (desmontado em 1945)
- Torre Kleist construída em 1891–1892 (explodida pelos alemães em 20 de fevereiro de 1945)
- Ponte de pedra sobre o rio Óder de 1895 (explodida pelos alemães em 19 de abril de 1945)
- Torre Bismarck erguida em 1901 (explodida pelos alemães em 20 de fevereiro de 1945)

Edifícios históricos que sobreviveram à Segunda Guerra Mundial em Słubice e foram demolidos após 1945:
- Farmácia Vitória do início do século XX (parcialmente incendiada em 1945 e finalmente demolida após a guerra)
- Fábrica de seda de 1769 (demolida em 1952)
- Casa residencial na rua 1 Maja 14, construída por volta de 1830 (demolida em dezembro de 2012)
- Mansão da década de 1920 na rua 1 Maja 15; antiga sede do jardim de infância “Pinóquio” (demolida em fevereiro de 2020);[36]

A seção polonesa dos Caminhos de Santiago, ou Camino Polaco.
Em 30 de maio de 2012, foi oficialmente inaugurada a “Trilha educativa pelos lugares históricos de Słubice”, uma rede de 12 painéis de informação polaco-alemães. As placas foram penduradas em alguns lugares, ou seja:
- Casa do estudante de doutorado na rua Akademicka 2 (antiga fábrica de cera e acampamento especial NKVD n.º 6);
- DS “Fórum” na rua Piłsudskiego 18 (antigo quartel militar);
- Centro de Estudantes Católicos na Praça 1 Jana Pawła II (antiga casa de banhos Marienbad III);
- Biblioteca municipal na rua Jedności Robotnicza 18 (história das ruas);
- Edifício do tribunal na rua Mickiewicza 3 (história da rua e o antigo monumento do príncipe Leopoldo Brunswick);
- Collegium Polonicum na rua Kościuszki 1 (incluindo a antiga fábrica de seda);
- Galeria “Prima” na rua Daszyńskiego 1 (antiga fundição de ferro de A. Gutmann, hotel Polonia);
- Estádio SOSiR na ul. Sportowa 1, construído nos anos 1914–1927;
- Cemitério municipal na rua Sportowa 2, inaugurado em maio de 1814.

O primeiro monumento à Wikipédia do mundo foi inaugurado na Praça Frankfurt em outubro de 2014.

## Demografia
Conforme os dados do Escritório Central de Estatística da Polônia (GUS) de 31 de dezembro de 2022, Słubice é uma cidade pequena com uma população de 16 339 habitantes (9.º lugar na voivodia da Lubúsquia e 263.º na Polônia), tem uma área de 19,21 km² (10.º lugar na voivodia da Lubúsquia e 317.º lugar na Polônia) e uma densidade populacional de 850,55 hab./km² (19.º lugar na voivodia da Lubúsquia e 391.º lugar na Polônia). Nos anos 2002–2021, o número de habitantes diminuiu 5,2%.
Os habitantes de Słubice constituem cerca de 35,05% da população do condado de Słubice, constituindo 1,67% da população da voivodia da Lubúsquia.
| Descrição                         | Total      | Total     | Mulheres   | Mulheres  | Homens     | Homens    |
| --------------------------------- | ---------- | --------- | ---------- | --------- | ---------- | --------- |
| unidade                           | habitantes | %         | habitantes | %         | habitantes | %         |
| população                         | 16 339     | 100       | 8 615      | 52,7      | 7 724      | 47,3      |
| superfície                        | 19,21 km²  | 19,21 km² | 19,21 km²  | 19,21 km² | 19,21 km²  | 19,21 km² |
| densidade populacional (hab./km²) | 850,55     | 850,55    | 448,24     | 448,24    | 402,31     | 402,31    |

## Economia

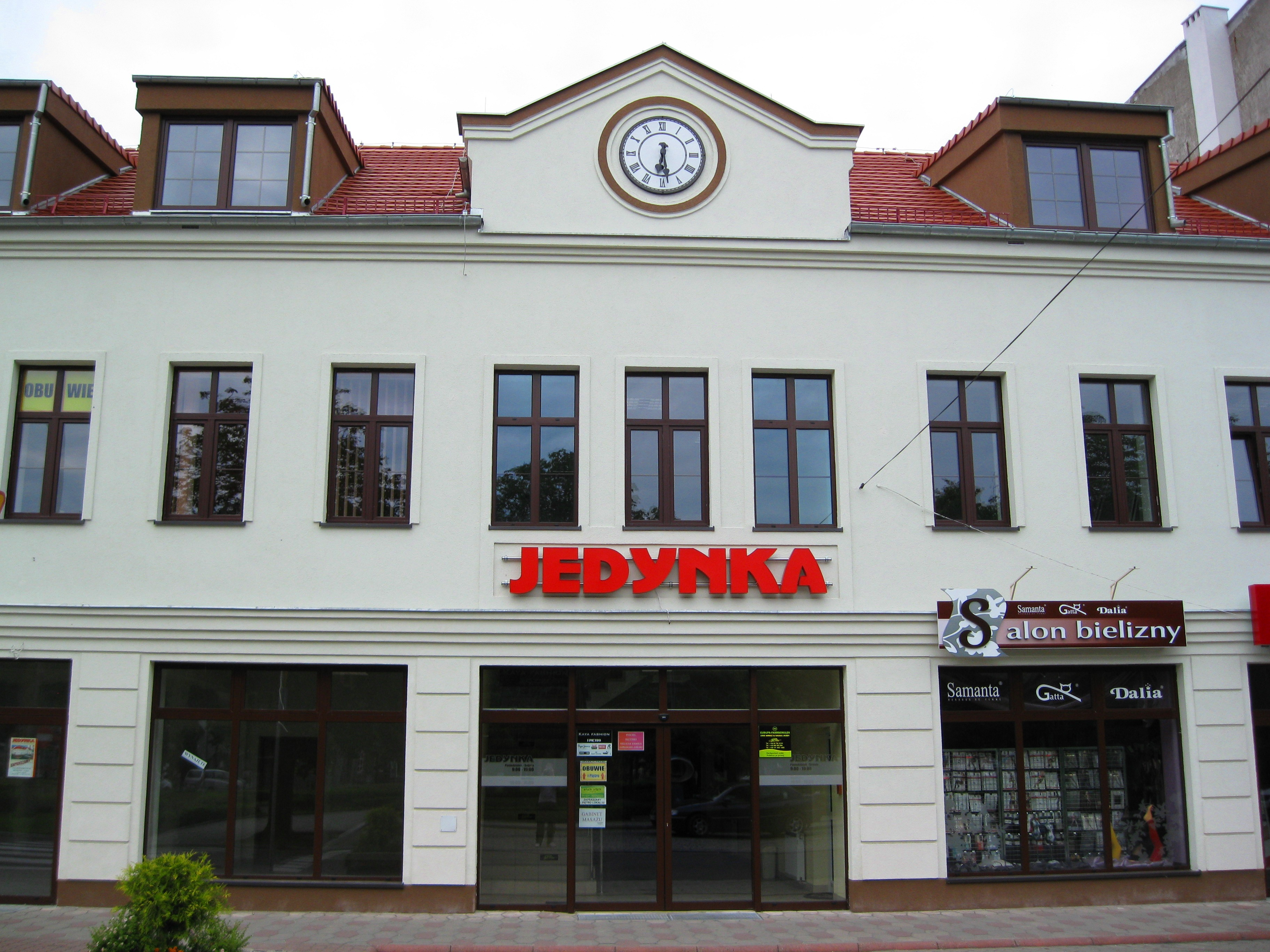
Centro comercial “Jedynka” chamado de “Prefeitura” na praça Przyjaźni (anteriormente o prédio da Escola primária n.º 1)

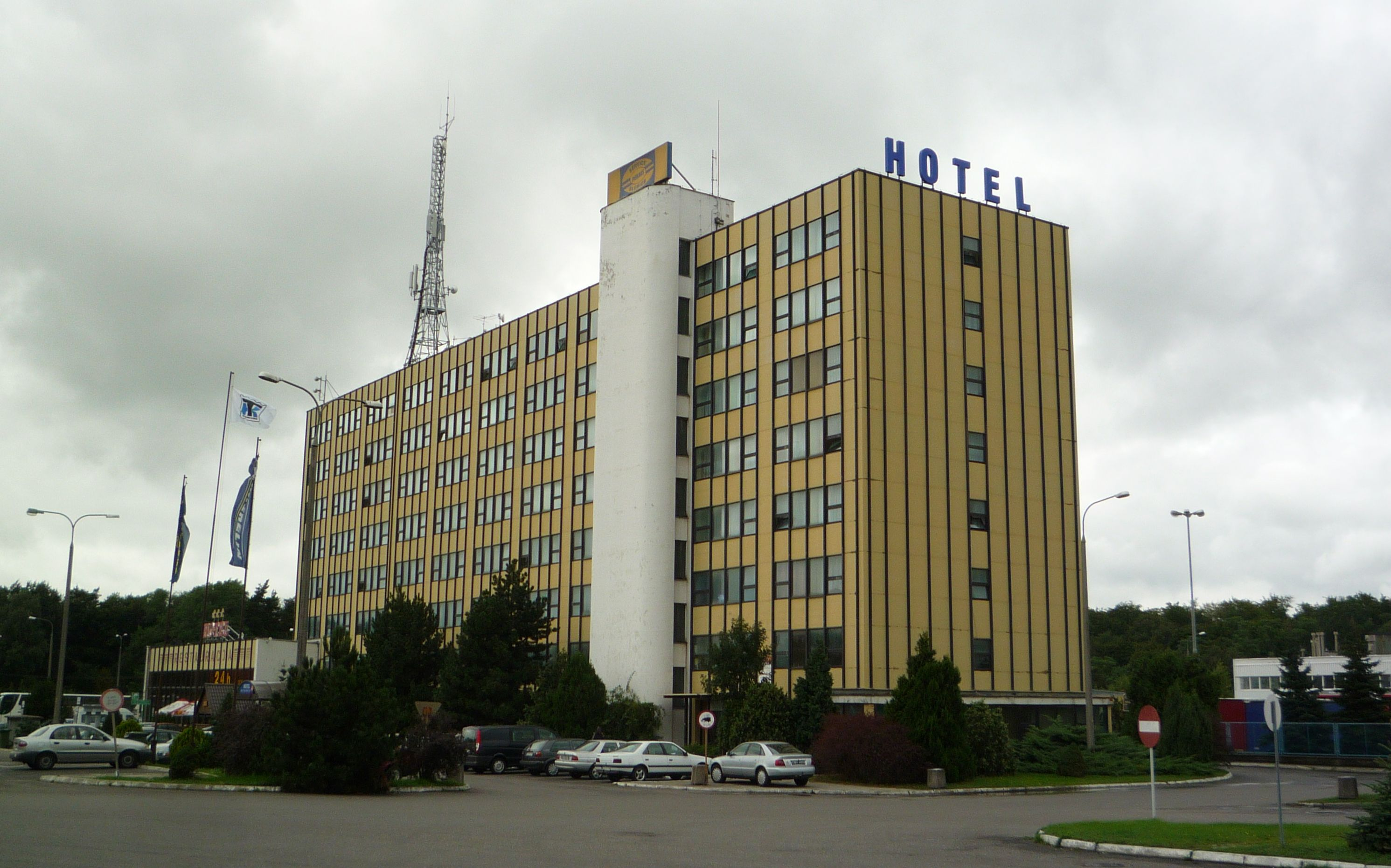
Hotel Cargo em Słubice

### Indústria
Ainda no final da década de 1990, existiam fábricas em Słubice, como a Fábrica de Móveis Słubice (a chamada “Terenówka”), que produzia móveis (agora o centro comercial AXA) e uma das maiores do país produzindo jeans, Zakłady Przemysłu Materiałowego “Komes”, fundada em 1957, desativada em 1998 e finalmente demolida em 2008. No seu melhor período, empregou cerca de 2 mil funcionários.
Atualmente, Słubice é um centro comercial e de serviços. Existem empresas que atuam nos setores automotivo, metalúrgico, calçadista, maquinário, eletroeletrônico, construção civil, alimentos, concreto e madeira. Em 1997, a Zona Econômica Especial Kostrzyn-Słubice foi criada aqui, onde 747 pessoas foram empregadas em 2011, a maioria das quais — 173 pessoas — são empregadas pela empresa de transporte Transhand. Há também muitas empresas de transporte e logística na cidade.

### Comércio e serviços
No final de 1987, a Cooperativa Universal de Alimentos “Społem” em Słubice tinha 34 instalações e um centro de férias em Mrzeżyno, a Associação de Comércio Privado tinha 42 lojas, a Empresa de Imprensa e Promoção de Livros “Ruch” 14 quiosques, a Gmina Spółdzielnia “Samopomoc Chłopska” em Słubice 12 lojas, a Empresa Provincial de Comércio Interno 8 lojas, a Zakład Rolny Białe em Słubice 3 lojas, Empresa de Exportação Interna “Pewex” 2 lojas, Centro Comercial Militar 2 lojas, Central Folclórica e Indústria Artística “Cepelia” 1 loja, Przedsiębiorstwo Techniczno-Handlowe Motoryzacji "Polmozbyt" 1 loja, e a Cooperativa de Trabalho “Przyjaźń” tinha 1 loja.
O Mercado Municipal (bazar) no cruzamento das ruas Kupiecka e Sportowo.

### Agricultura
Havia duas fazendas estatais em Słubice: a Fazenda Agrícola Bialy em Słubice, que fazia parte da Colheitadeira Agrícola da Lubúsquia em Rzepin, localizada na cidade de Przedmieście Północne, e a Escola Fazenda Vermelha em Słubice, pertencente à Escola Técnica Agropecuária em Słubice, localizada em parte na cidade de Śliwice (conjunto habitacional Folwarczne).

## Transportes

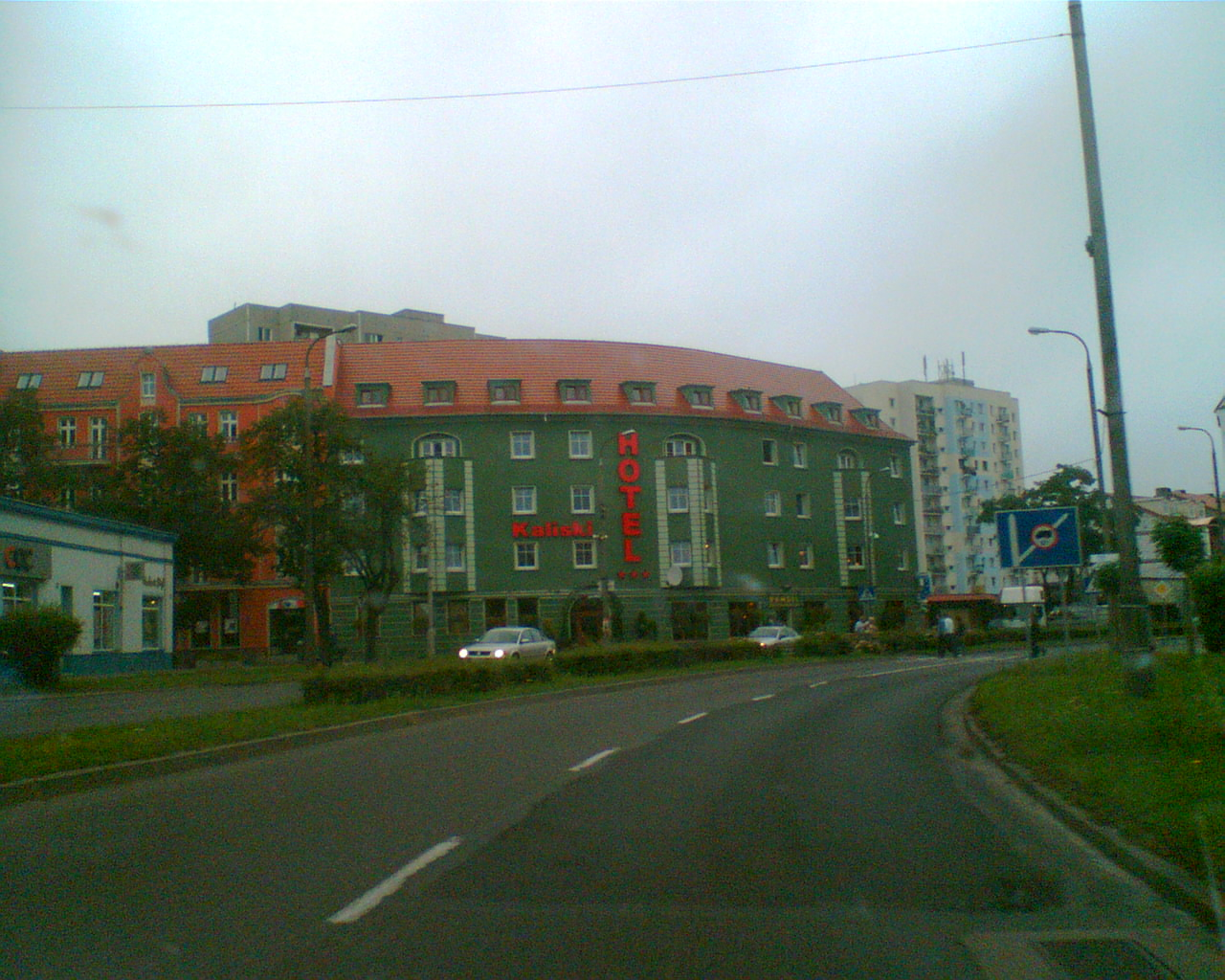
Estrada de duas pistas no centro de Słubice (avenida Młodzieży Polskiej) ao longo da estrada nacional n.º 31

Devido à sua localização na fronteira com a Alemanha, Słubice cumpre a função de um entroncamento de comunicação fronteiriça. Há estradas importantes e um cruzamento ferroviário aqui.

### Transporte rodoviário
- Autoestrada A2: Świecko/Słubice — Rzepin — Torzym — Świebodzin — Nowy Tomyśl — Poznań — Konin — Łódź — Varsóvia
- Estrada nacional n.º 29: Słubice — Cybinka — Krosno Odrzańskie — estrada nacional n.º 32 (para Zielona Góra e Gubin)
- Estrada nacional n.º 31: Słubice — Górzyca — Kostrzyn nad Odrą — Boleszkowice — Mieszkowice — Chojna — Gryfino — Szczecin
- Estrada da voivodia n.º 137: Słubice — Kowalów — Ośno Lubuskie — Sulęcin — Międzyrzecz — Trzciel

Na década de 1970, uma estrada de duas pistas de 1,5 km de comprimento foi aberta em Słubice, atravessando o centro da cidade ao longo das ruas Kościuszki, 1 Maja, Konopnicka, avenida Młodzieży Polskiej e praça Przyjaźni. Durante vários anos, foi também planejado um desvio da cidade, que começaria no cruzamento com a estrada nacional n.º 29 nas proximidades da zona industrial e terminaria no cruzamento com a estrada nacional n.º 31 perto da aldeia de Drzecin.

### Transporte ferroviário
Existe a paragem ferroviária em Słubice, localizada na linha ferroviária n.º 3 Słubice-Poznań-Varsóvia, que por sua vez faz parte da linha ferroviária internacional E20 que liga Berlim a Moscou. Próximo de Kunowice existe também a estação ferroviária de Kunowice, que também está localizada na linha ferroviária n.º 3. Em 2005, como resultado da modernização da linha ferroviária, Kunowice deixou de ser uma estação. De 1949 a 2007, aqui ocorreu o desembaraço aduaneiro e de passaporte. A parada tinha um desvio na linha férrea n.º 386, que foi demolida em 2013, passando por Urad até Cybinka. Os habitantes de Słubice também usam as estações ferroviárias de Frankfurt an der Oder e Rzepin, por serem entroncamentos ferroviários.

### Transporte fluvial

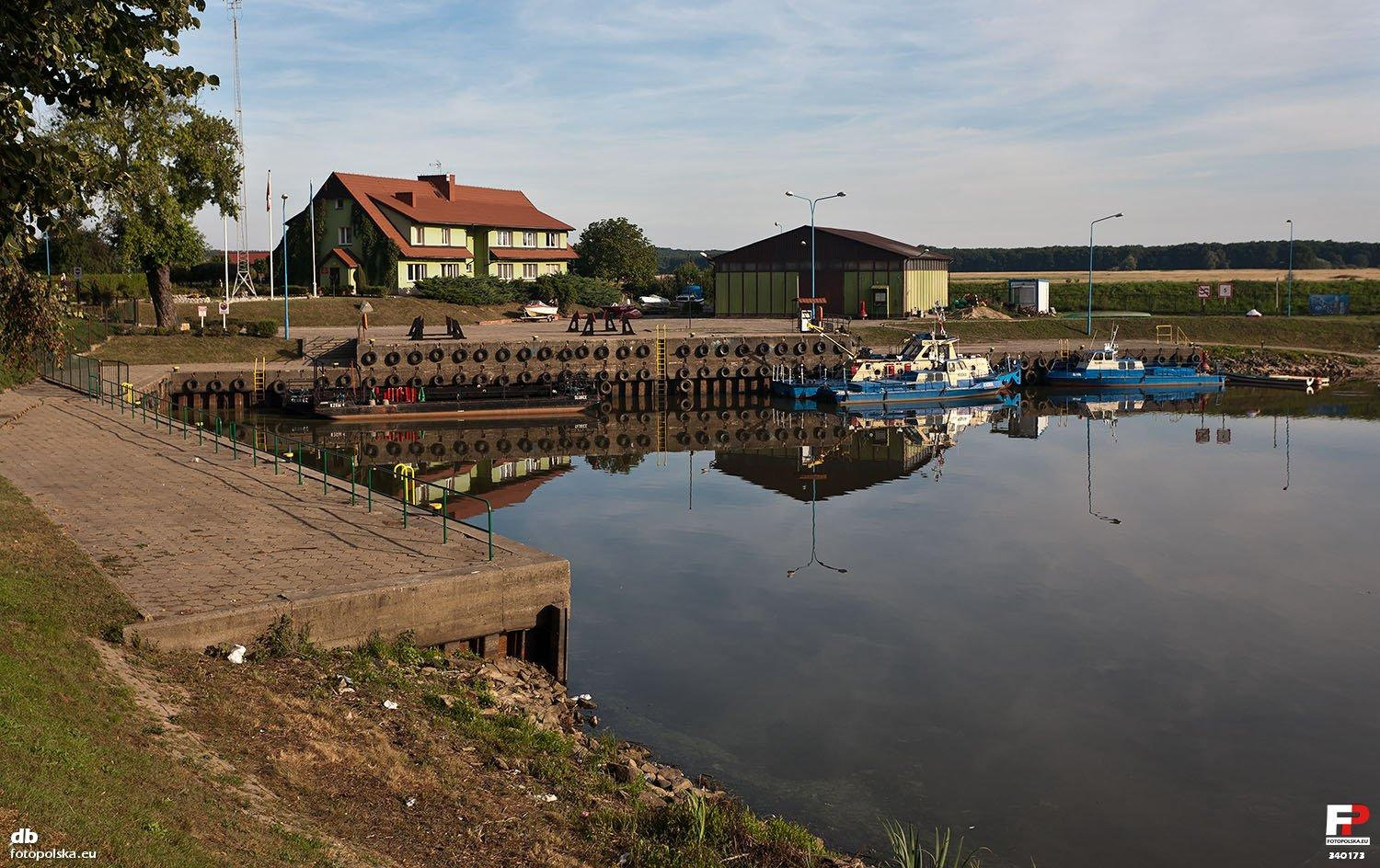
Porto fluvial gerido pela Autoridade da Água de Słubice

Słubice é a sede da Autoridade das Águas de Słubice, que desde 2018 faz parte da Autoridade Regional de Gestão da Água em Breslávia, operando como parte da Autoridade polonesa de Gestão da Água. Antes da reforma, que ocorreu na virada de 2017 e 2018, a Autoridade da Água em Słubice estava sob a gestão do RZGW em Szczecin. A autoridade administra o porto fluvial, sendo um dos mais importantes do rio Óder, e controla o trecho do rio desde o estuário do rio Nysa Łużycka até ao estuário do rio Varta em Kostrzyn nad Odrą. Os navios de cruzeiro fluvial também chegam ao porto de Słubice.

### Transporte urbano e extra-urbano
Em 23 de janeiro de 1898, a rede de bondes em Frankfurt an der Oder foi lançada oficialmente, inicialmente os bondes funcionavam em duas linhas — uma das quais passava pela ponte sobre o rio Óder e hoje a rua 1 Maja até a Igreja de Nossa Senhora Rainha da Polônia (depois uma casa de tiro). Em 1927, a linha foi estendida até o estádio, e o terminal do bonde foi localizado no local do atual bazar da cidade. Em 1945, a margem direita da cidade como Słubice tornou-se parte da Polônia e, assim, o funcionamento da comunicação do bonde tornou-se impossível. Os trilhos do bonde ainda foram usados após a guerra para demolir edifícios danificados e, em 28 de setembro de 1945, a comunicação do bonde foi fechada.
Em 1929, a comunicação do bonde na margem direita de Frankfurt an der Oder (hoje Słubice) foi complementada pelo lançamento de uma linha de ônibus, que das proximidades da ponte passava pela atual rua Jedności Robotnicza, praça Przyjaźni, rua Wojska Polskiego, rua Piłsudskiego (quartel), praça Bohaterów e praça Wolności e voltava para a ponte novamente. Em 1936, foi criada uma linha de serviço adicional, que ia do estádio ao aeroporto militar (hoje zona industrial). O transporte de ônibus foi liquidado como resultado das hostilidades e da união da margem direita como Słubice à Polônia.
Desde 9 de dezembro de 2012, os ônibus urbanos circulam na primeira linha de ônibus públicos transfronteiriços polaco-alemã (n.º 983), ligando Słubice a Frankfurt an der Oder. A sua operação baseia-se num acordo entre a Câmara Municipal de Słubice e a Empresa Municipal de Transportes de Frankfurt an der Oder (SVF). O preço do bilhete é pago em euros.
Em fevereiro de 2013, a Câmara Municipal de Słubice anunciou o início do processo de licitação para o lançamento de uma linha de ônibus municipal. O concurso para a exploração da linha foi ganho pela empresa “TransHand” Słubice e a 18 de março do mesmo ano foi lançado o primeiro serviço público de ônibus próprios em Słubice. Em 1 de maio de 2015, a cidade de Kunowice também foi coberta por comunicação de ônibus. Em 2 de janeiro de 2019, o transporte público foi retirado de Kunowice. Em janeiro de 2019, existiam 7 linhas:
- 1: Słubice, rua Grzybowa — Świecko, Terminal,
- 2: Świecko, Terminal — Słubice, rua Grzybowa,
- 3: Słubice, rua Grzybowa — Świecko, Terminal,
- 4: Słubice, rua Chopina — Słubice, rua Grzybowa,
- 5: Słubice, rua Grzybowa — Słubice, rua Boh. Warszawy (Sąd),
- 6: Słubice, rua Chopina — Słubice, rua Grzybowa,
- 7: Słubice, rua Boh. Warszawy (Sąd) — Słubice, rua Grzybowa.

A cidade também tem conexões fora da cidade operadas por empresas PKS em Słubice, Myślibórz e Zielona Góra. Da estação rodoviária localizada perto da Prefeitura, você pode chegar às cidades vizinhas: Cybinka, Dębno Lubuskie, Gorzów Wielkopolski, Kostrzyn nad Odrą, Myślibórz, Ośno Lubuskie, Rzepin, Zielona Góra. Além disso, existem 9 linhas para algumas aldeias do condado (transporte escolar aberto). Todas as chamadas são atendidas apenas em dias letivos ou dias úteis, de segunda a sexta-feira. A exceção é a conexão operada pela “FlixBus” Polska (antiga Eurolines Polska) para Gorzów Wielkopolski, que não parte da estação rodoviária e opera diariamente.

## Clima (1979–2013)
| Dados climatológicos para Słubice               | Dados climatológicos para Słubice | Dados climatológicos para Słubice | Dados climatológicos para Słubice | Dados climatológicos para Słubice | Dados climatológicos para Słubice | Dados climatológicos para Słubice | Dados climatológicos para Słubice | Dados climatológicos para Słubice | Dados climatológicos para Słubice | Dados climatológicos para Słubice | Dados climatológicos para Słubice | Dados climatológicos para Słubice | Dados climatológicos para Słubice |
| Mês                                             | Jan                               | Fev                               | Mar                               | Abr                               | Mai                               | Jun                               | Jul                               | Ago                               | Set                               | Out                               | Nov                               | Dez                               | Ano                               |
| ----------------------------------------------- | --------------------------------- | --------------------------------- | --------------------------------- | --------------------------------- | --------------------------------- | --------------------------------- | --------------------------------- | --------------------------------- | --------------------------------- | --------------------------------- | --------------------------------- | --------------------------------- | --------------------------------- |
| Temperatura máxima recorde (°C)                 | 14,7                              | 17,5                              | 22,9                              | 30,7                              | 32,2                              | 36,1                              | 37,8                              | 37,7                              | 31,0                              | 26,4                              | 18,2                              | 14,8                              | 37,8                              |
| Temperatura máxima média (°C)                   | 1,8                               | 3,1                               | 7,8                               | 14,1                              | 19,6                              | 22,0                              | 24,2                              | 23,9                              | 18,9                              | 13,4                              | 6,6                               | 3,0                               | 13,2                              |
| Temperatura média (°C)                          | −0,5                              | 0,2                               | 3,9                               | 8,7                               | 13,8                              | 16,6                              | 18,7                              | 18,2                              | 13,9                              | 9,1                               | 4,1                               | 0,9                               | 9,0                               |
| Temperatura mínima média (°C)                   | −3,5                              | −3,2                              | −0,1                              | 3,4                               | 8,0                               | 11,1                              | 13,1                              | 12,7                              | 9,2                               | 5,0                               | 1,1                               | −1,8                              | 4,6                               |
| Temperatura mínima recorde (°C)                 | −26,5                             | −22,0                             | −15,7                             | −6,6                              | −1,7                              | 1,7                               | 5,8                               | 5,0                               | 1,2                               | −6,3                              | −11,3                             | −19,2                             | −26,5                             |
| Precipitação (mm)                               | 35                                | 29                                | 36                                | 30                                | 50                                | 56                                | 78                                | 57                                | 44                                | 33                                | 36                                | 40                                | 523                               |
| Dias com precipitação                           | 9                                 | 8                                 | 9                                 | 7                                 | 9                                 | 10                                | 11                                | 10                                | 8                                 | 8                                 | 8                                 | 10                                | 107                               |
| Fonte: Baseado nos anos de 1979–2013 2022-04-30 |                                   |                                   |                                   |                                   |                                   |                                   |                                   |                                   |                                   |                                   |                                   |                                   |                                   |

## Saúde
Na cidade, os serviços de saúde oferecem:
- Hospital Municipal Multidisciplinar Professor Ludwik Rydygier de 1964, no qual há um serviço de ambulância e um pronto-socorro hospitalar. O edifício de três andares do hospital distrital na rua Nadodrzańska 6 foi construído no formato de um paralelepípedo no eixo norte-sul. Possui departamentos ginecológicos, infantis e internamentos. Desde a década de 1970, o patrono, oficialmente aceito, não foi usado na prática na nomenclatura, mas nenhuma resolução foi adotada para renunciar ao patrocínio. O hospital é atualmente administrado pela empresa NZOZ “Szpital Powiatowy” em Słubice Sp. z o.o., 100% do qual é propriedade do condado de Słubice.[59]
- Unidade de saúde não pública “Galmed”
- Clínica distrital
- Centro de cirurgia plástica “Unidade de saúde não pública Chirurgia Plastyczna E.A.Barańscy s.c.”
- Farmácias (12)

## Educação

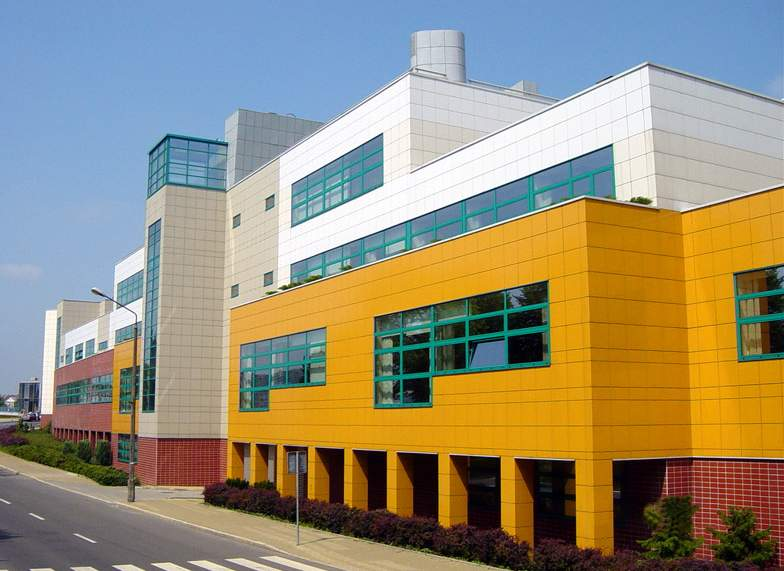
Collegium Polonicum em Słubice, rua Kościuszki 1 (visto da rua Maja 1)

Existem 6 escolas primárias em Słubice (incluindo uma especial e uma particular), 3 escolas secundárias, 2 escolas secundárias gerais e a escola estatal de música de 1.º nível.
Em 1992, o Collegium Polonicum foi fundado em Słubice como um centro de ensino e pesquisa conjunto de duas universidades parceiras: a Universidade de Adam Mickiewicz em Poznań (AMU) e a Universidade Europeia Viadrina (EUV) em Frankfurt an der Oder.
Há uma creche e 8 jardins de infância (incluindo 3 não públicos) na cidade. Há também um internato e cinco residências estudantis (Arcadia, Forum, Gaudium, Iuventa, Sapientia).

## Cultura

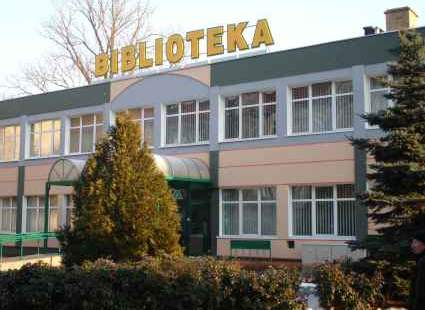
Biblioteca municipal construída nos anos 1970–1975, até 1945 funcionava como sala de máquinas de Franz Richter

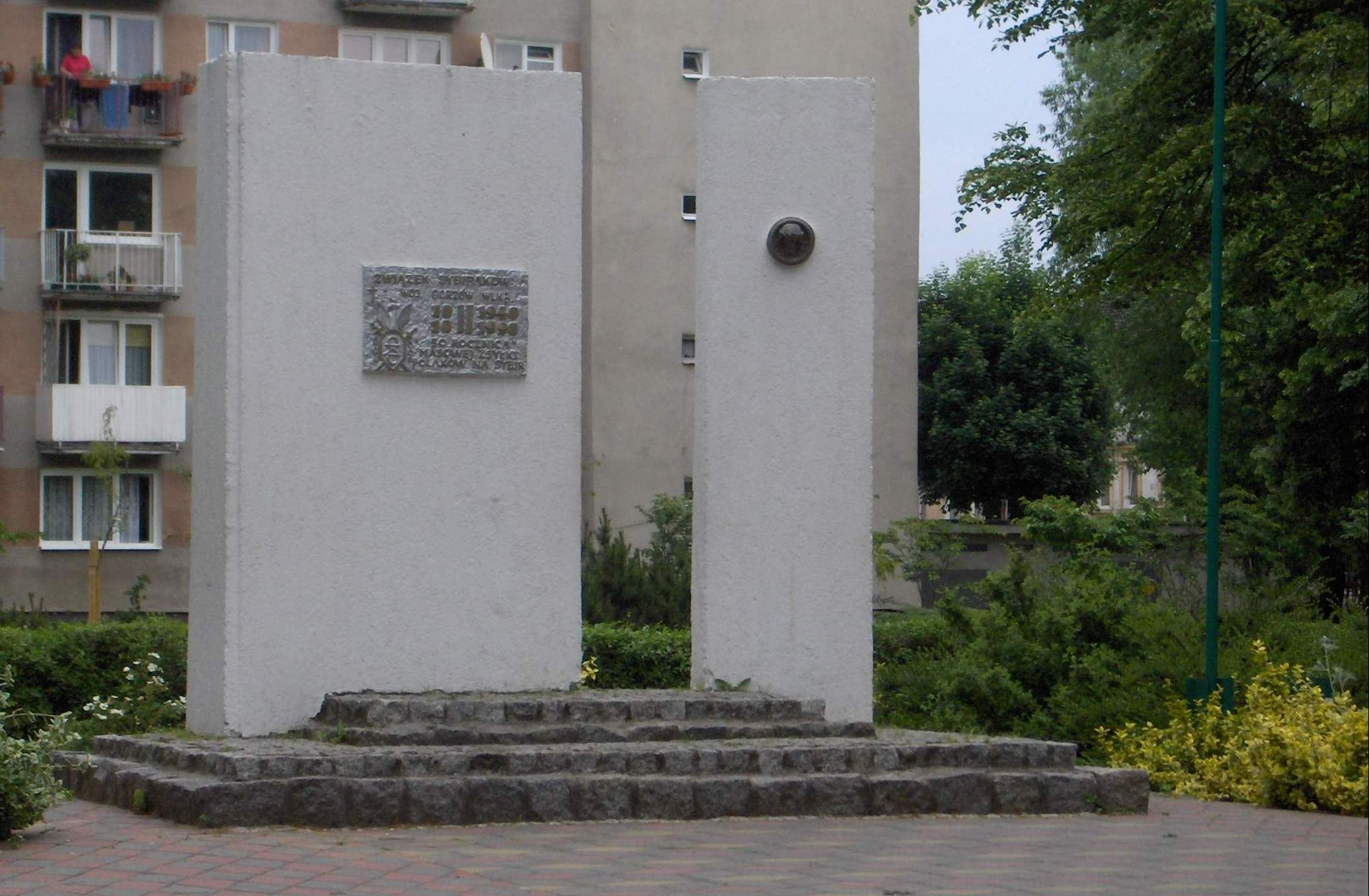
Antigo monumento siberiano. No passado, um busto de Lenin costumava ficar neste lugar

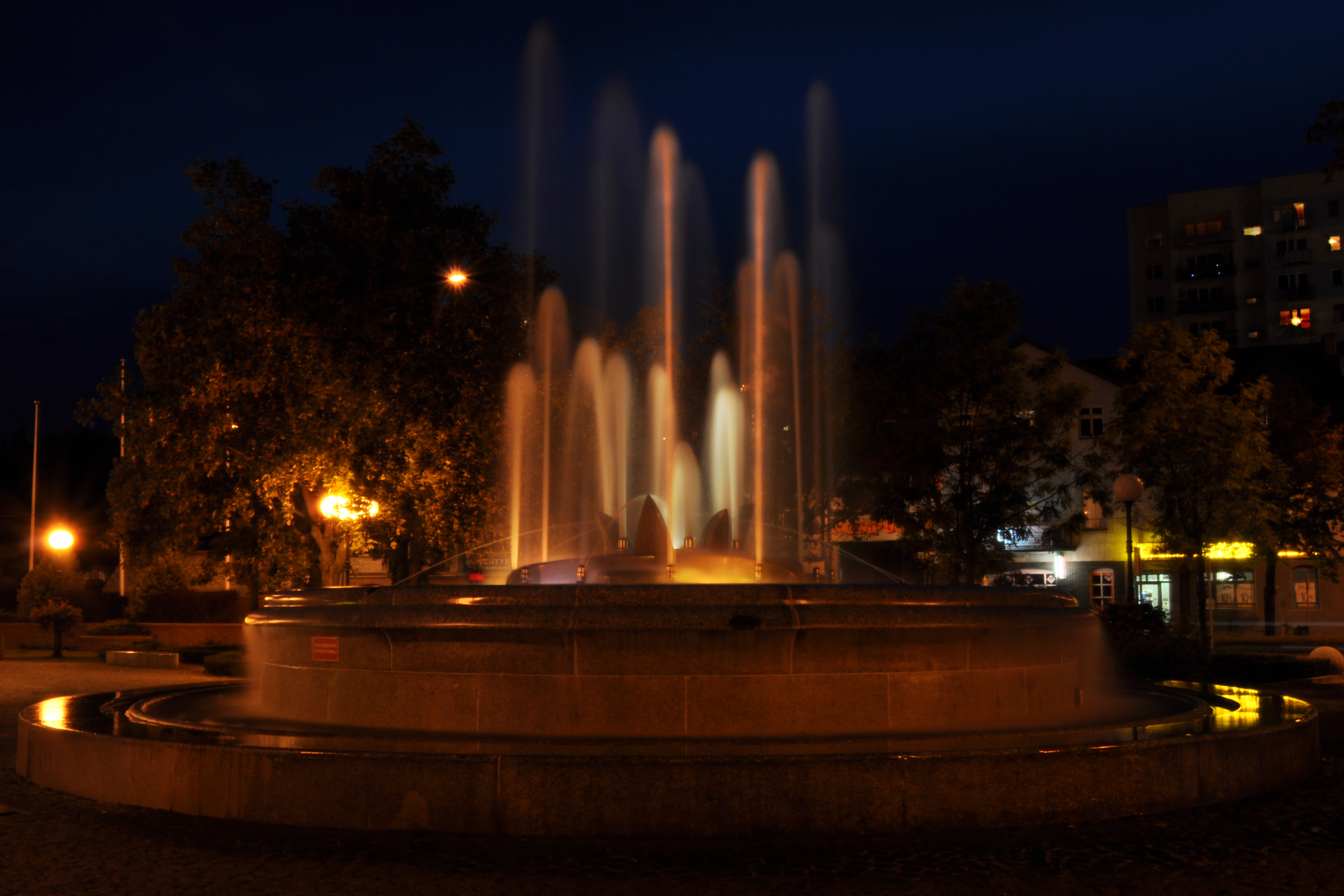
Fonte localizada na praça Przyjaźni em Słubice

### Centros culturais
Havia vários centros culturais em Słubice:
- Centro Comunitário do Condado (1957–1975): Stanisław Stefański (1957–1960), Tadeusz Zdon (1960–1971), Jadwiga Oberleitner (após 1971);
- Fábrica da Cultura da ZO “Komes” (1961–1977): Stanisław Stefański (1961–1962), Henryk Weiser (após 1962);
- Centro Cultural de Słubice (1975–1977);
- Centro Cultural Interempresarial de Słubice (de 1977, a partir da fusão da PDK e ZDK na ZO “Komes”): Henryk Weiser (1977–1979), Zygmunt Walkowiak (1979–1983), Anna Mikos (1983–1984), Henryk Sterma (1984–1987) e novamente Henryk Weiser (1987–1989);
- Centro Cultural Militar: tenente Ryszard Patkowski, capitão Juliusz Pałka, capitão Józef Jurek, major Mieczysław Ratajczak, sargento Ryszard Koryciński, major Franciszek Czarnik e capitão Andrzej Jesikiewicz.[62]

Em 25 de novembro de 1962, a Sociedade Cultural Słubice (STK) foi fundada no PDK em Słubice, cujo primeiro presidente foi Jan Krompiewski e seu secretário, Zygmunt Walkowiak. Em 1987 foi transformada na Sociedade dos Amantes de Słubice.
A principal instituição cultural da cidade hoje é o Centro Cultural Municipal de Słubice (SMOK), que abriga a Galeria “Okno”, um centro comunitário juvenil, um cinema e um auditório. As aulas de dança de salão são realizadas em Słubice no Estúdio de Dança “Bohema”, também há aulas de dança moderna (break dance, street dance). A cidade também abriga o grupo de dança moderna “Frajda”, o grupo vocal “Rytmos” e o grupo de cinema “Wolf”.

### Eventos culturais cíclicos
Nos anos de 1989–2008, um total de 17 edições do Festival do Odra organizados pela SMOK foram realizadas em Słubice, substituídas pelo Festival da Cidade Hanseática (alemão: HanseStadtFest), nos anos de 2004–2008, realizado exclusivamente em Frankfurt an der Oder), e desde 2009 coorganizado por ambas as cidades. Em 2020–2021, as celebrações do feriado foram canceladas devido aos alertas contra a pandemia de COVID-19. Nos anos 2012–2014 a comuna acolheu o festival de hip hop Break The Border, e nos anos 2013–2016 Słubice e a Fundação EDM+ de Gdynia organizaram o Festival Internacional de Arte Most/ Die Brücke.
Ao mesmo tempo, desde 1997, o Festival de Teatro UNITHEA realiza-se em Słubice e Frankfurt an der Oder, desde 2004, o Festival de Canção de Autor e Música do Mundo, transVocale, e desde 2010, o Festival de Arte Nova “lAbiRynT”.

### Outras instituições culturais
Além disso, a cidade tem o seguinte: Biblioteca Municipal na rua Jedności Robotnicza 18, que tem uma filial na rua Słubicka 18 em Kunowice, bem como a Biblioteca Collegium Polonicum na rua Kościuszki 1. A Biblioteca Pedagógica estava localizada em um prédio residencial na rua Chopin 19, mas foi fechada.
Słubice é a sede da Sociedade de Música de Słubice, que organiza os cíclicos Concertos de Ano Novo e os Encontros Internacionais “Musica Autumna”, que se tornaram uma presença permanente no calendário de eventos culturais da cidade. O Coro de Câmara “Adoramus” opera em Słubice sob o patrocínio da sociedade.
A vida cultural da cidade é também criada por algumas associações locais (a Associação dos Amantes da Região de Słubice, a Associação dos Siberianos em Słubice, a Associação Nossa Pátria).

## Turismo
Rotas turísticas nas proximidades
- estação ferroviária de Rzepin – Dąb „Piast” (assentamento de Liszki) – Grodno – lago Supno – lago Głębokie – Sądów – Drzeniów (mais para Krosno Odrzańskie)
- estação ferroviária de Pliszka – lago Ratno – Pliszka – Debrznica – lago Karasienko – Torzym
- estação ferroviária de Gądków Wielki – lago Wielickie  – estação ferroviária de Pliszka
- parte da trilha europeia de longa distância E11, Słubice – Drzecin – Stare Biskupice – Reserva “Torfowiska Sułowskie” – Sułów – Kowalów – Drzeńsko – Lubiechnia Wielka – Lubiechnia Mała – lago Czyste Wielkie – lago Czyste Małe – Ośno Lubuskie – Radachów – Trzebów (mais na direção de Lubniewice)

Ciclovias nas proximidades
- Słubice — Drzecin — Stare Biskupice — Nowe Biskupice — Gajec — Rzepin — Rzepinek — Nowy Młyn — Jerzmanice — Radzikówek — Radzików — Sądów — Cybinka — Baiłków — Reserva “Młodno” — Krzesin
- Gajec — Nowy Młyn — Maczków — Urad — Koziczyn — Sądów — Drzeniów
- Bobrówko — Pniów — Garbicz — lago Wielkie — lado Karasienko — estação ferroviária de Torzym
- parte da trilha internacional R1 (Kostrzyn nad Odrą) — Chyrzyno — Żabczyn — Czarnów — Stańsk — |Gronów — Ośno Lubuskie — Rosławice — Grabno — Lubień — Brzeźno (Sulęcin)
- ciclovia “Óder-Nysa” — Kłopot — Urad — Kunice — Rybocice — Świecko — Słubice — Nowy Lubusz — Łazy Lubuskie — Pławidło (colônia) — Górzyca — Kostrzyn nad Odrą
- “Ciclovia planejada” — Kostrzyn nad Odrą — Chyrzyno — Górzyca — Owczary — Laski Lubuskie — Golice — Drzecin — Słubice (Smogórze) — Słubice — Słubice (Osada Świecko) — Świecko — Rybocice — Kunice — Urad — Rybojedzko — Kłopot — Rąpice — Krzesin

## Meios de comunicação
Em Słubice são publicados o boletim do governo local “Gazeta Słubicka” e jornais locais: “Przekrój Lokalny” e “Pogranicze Lubuskie” (os títulos anteriores incluem “Echo Słubickie”, “Kurier Słubicki” e “Tylko Kostrzyn-Słubice”). A “Gazeta Lubuska” regional tem seu escritório de representação em Słubice.
A operadora de TV a cabo “Vectra” está localizada na cidade. O canal de TV local é “Horyzont TV Słubice” (HTS), que está disponível na TV a cabo Vectra e na Internet. Além do site oficial da Secretaria Municipal, existem também portais de informação local, como I Love Słubice, Nasze Słubice.pl e Słubice24.pl.

## Entretenimento

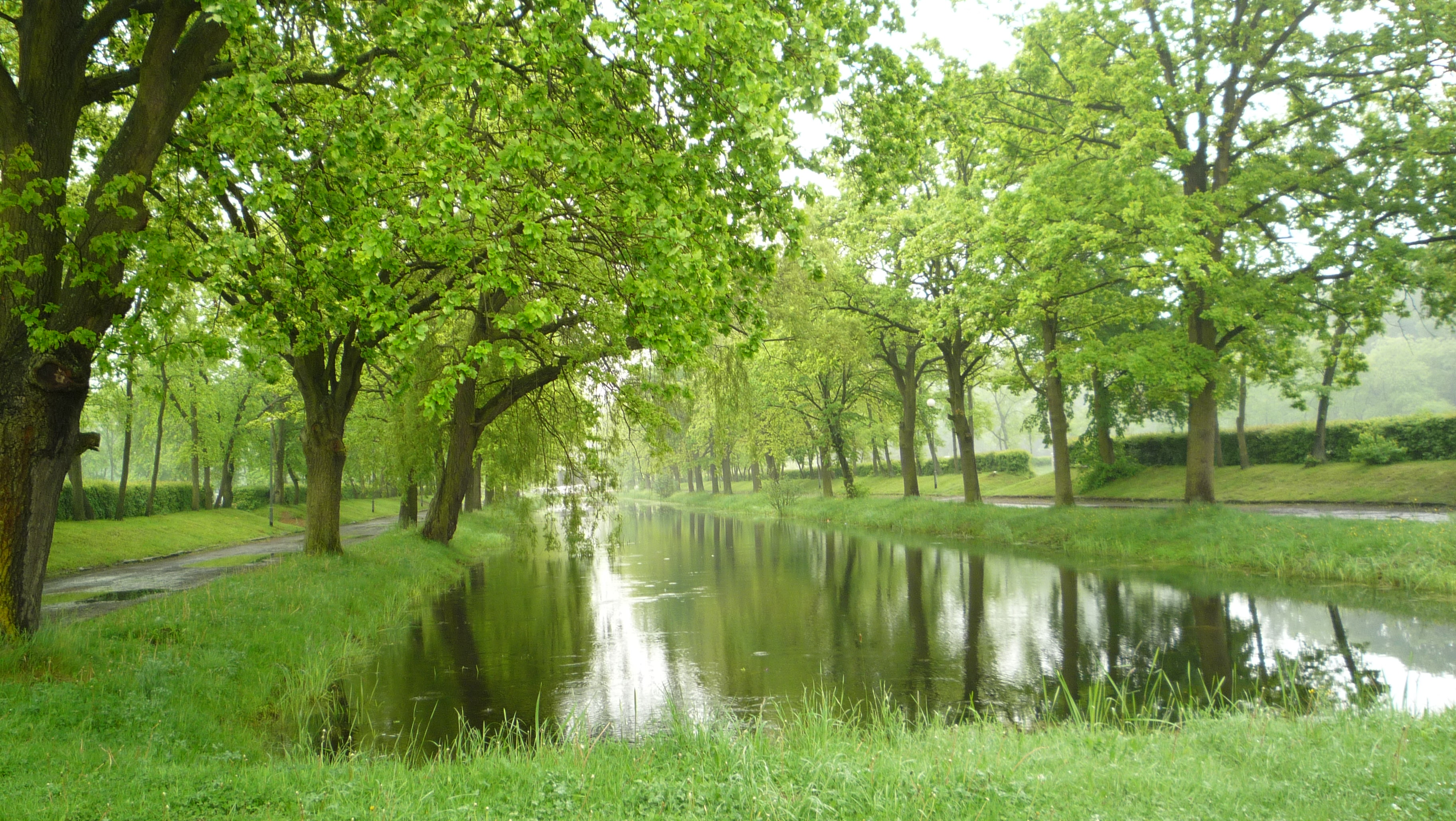
Árvores antigas e uma lagoa nos campos laterais do estádio em Słubice

- Áreas de lazer:
  - Parque “Odra”
  - Parque “Pionierów Słubice”
  - Reserva Natural de Łęgi
- Cinemas::
  - Cinema SMOK
  - anteriormente Cinema Piast

## Comunidades religiosas

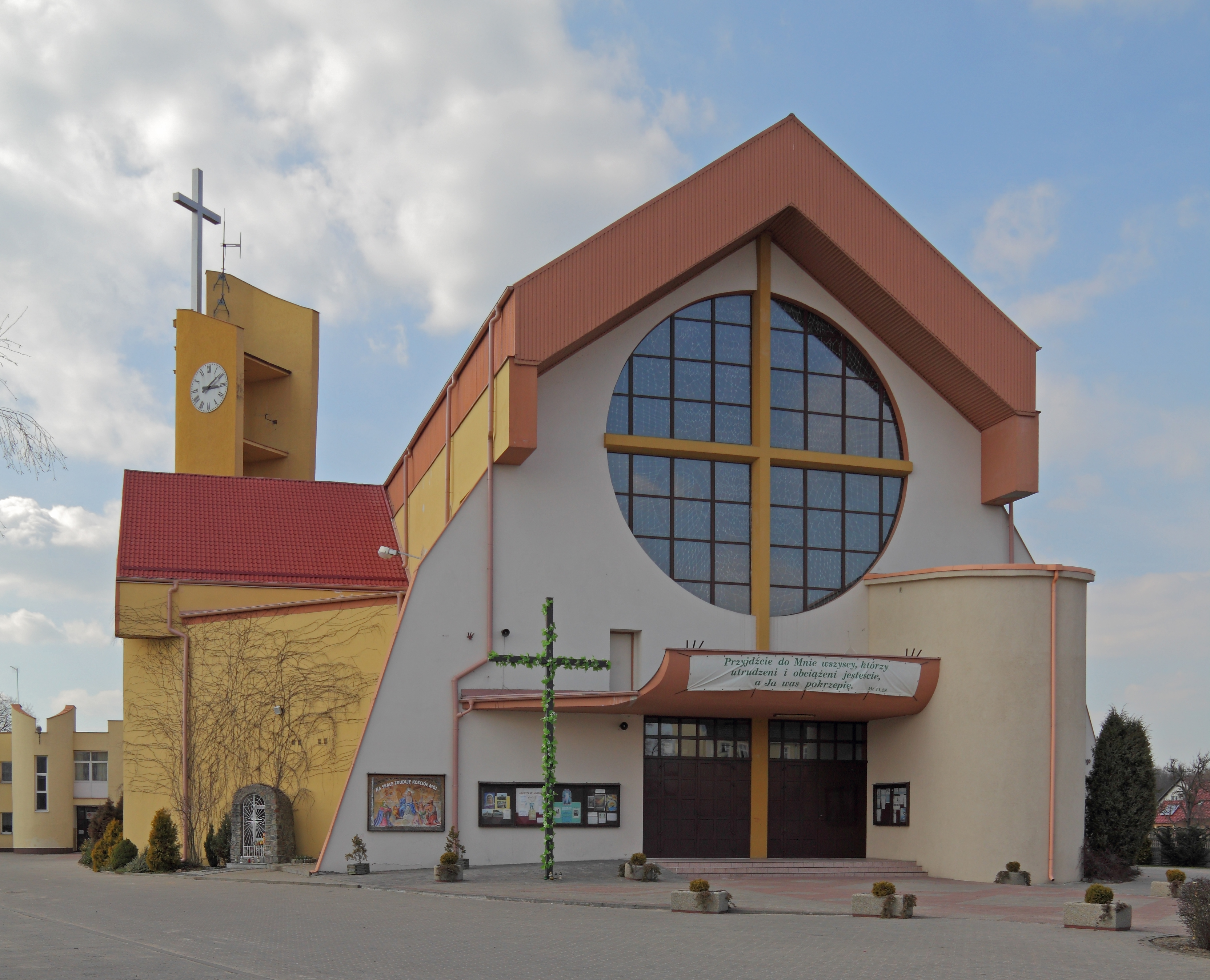
Igreja do Espírito Santo na rua Wojska Polskiego

- Igreja Católica na Polônia — a cidade pertence à metrópole de Szczecin-Kamień, diocese de Zielona Góra-Gorzów, forania de Rzepin.
  - Paróquia do Espírito Santo (Igreja do Espírito Santo, Centro de Estudantes Católicos)[70]
  - Paróquia de Nossa Senhora Rainha da Polônia (igreja de Nossa Senhora Rainha da Polônia, Capela da Medalha Milagrosa)[71][72]
- Igreja Ortodoxa Polonesa (diocese de Breslávia-Szczecin, forania de Zielona Góra):
  - Paróquia da Proteção da Mãe de Deus (igreja dedicada à Proteção da Mãe de Deus)[73]
- Igreja de Deus em Cristo:
  - Comunidade “Casa da Liberdade”[74]
- Igreja Evangélica-Augsburgo:
  - Filial em Słubice pertencente à Paróquia Evangélica-Augsburgo em Gorzów Wielkopolski[75]
- Igreja pentecostal:
  - Igreja “Bethesda”[76]
- Testemunhas de Jeová:
  - Igreja em Słubice, Salão do Reino
- Outras
  - Cemitério judaico na rua Transportowej

## Esporte e lazer

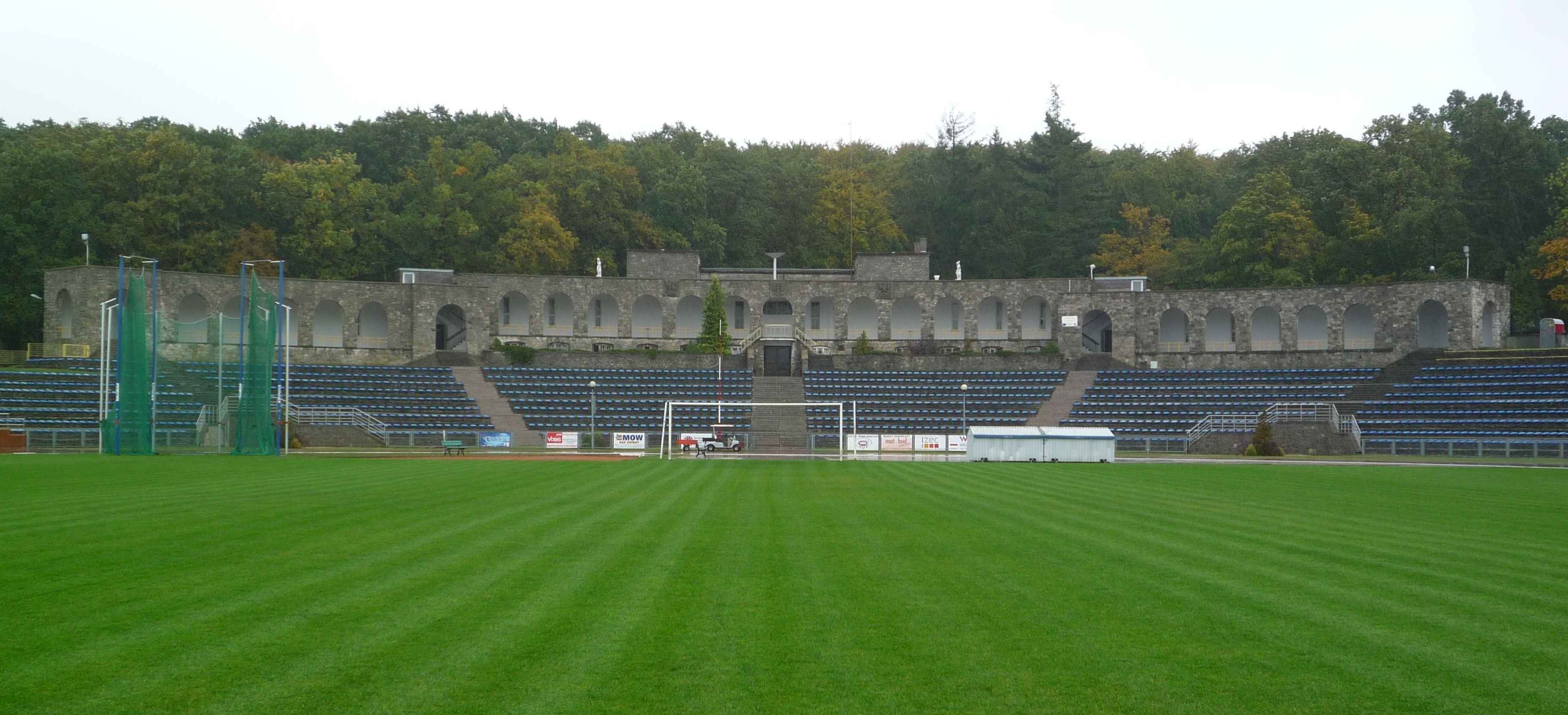
Estádio SOSiR em Słubice

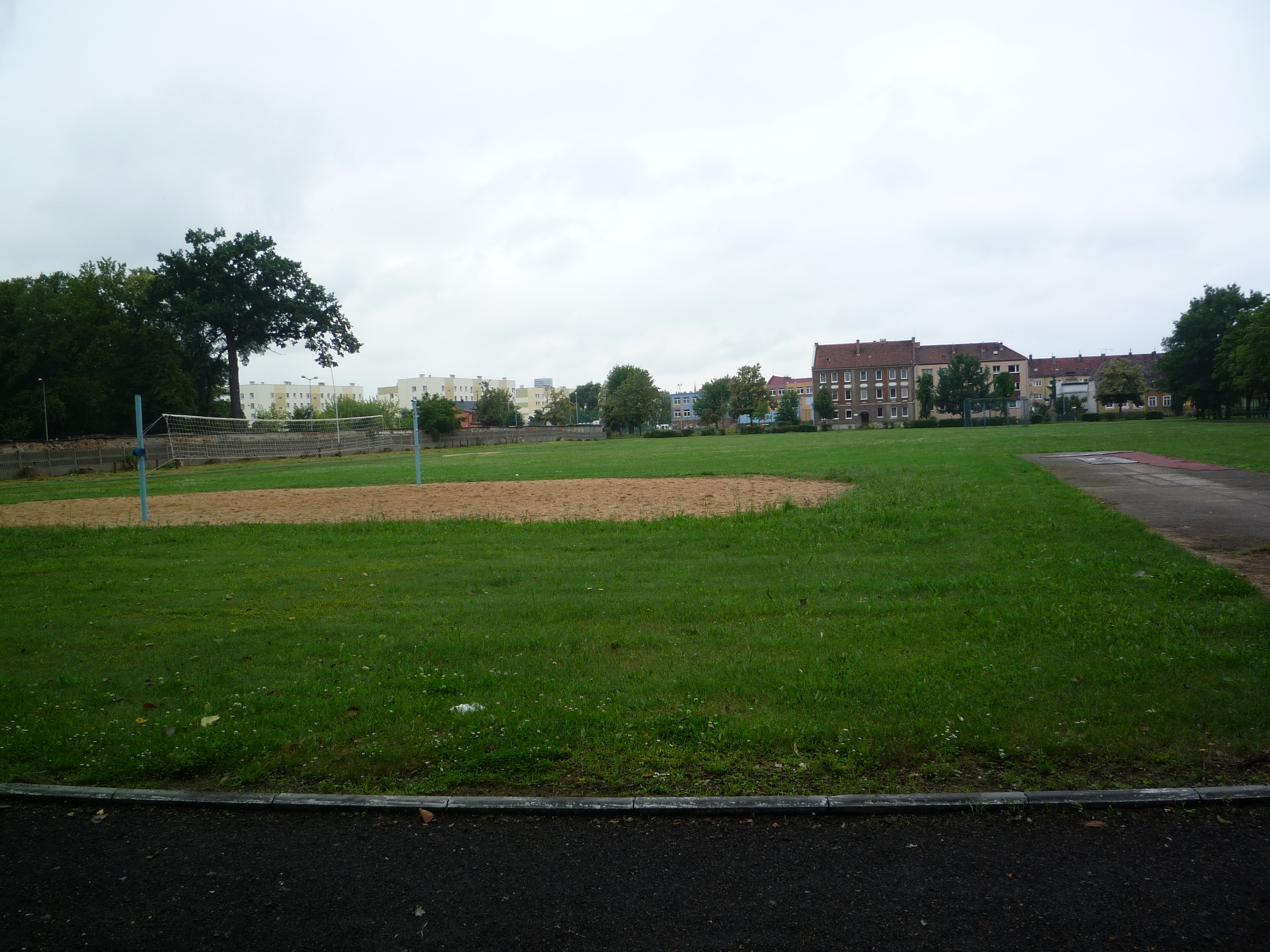
Campo de futebol do Complexo de Escolas Econômicas e Agrícolas da avenida Niepodległości em 2009, construído em 1974

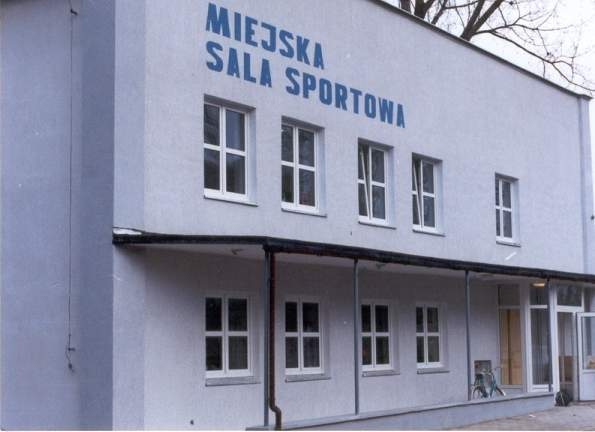
Pavilhão Desportivo Municipal

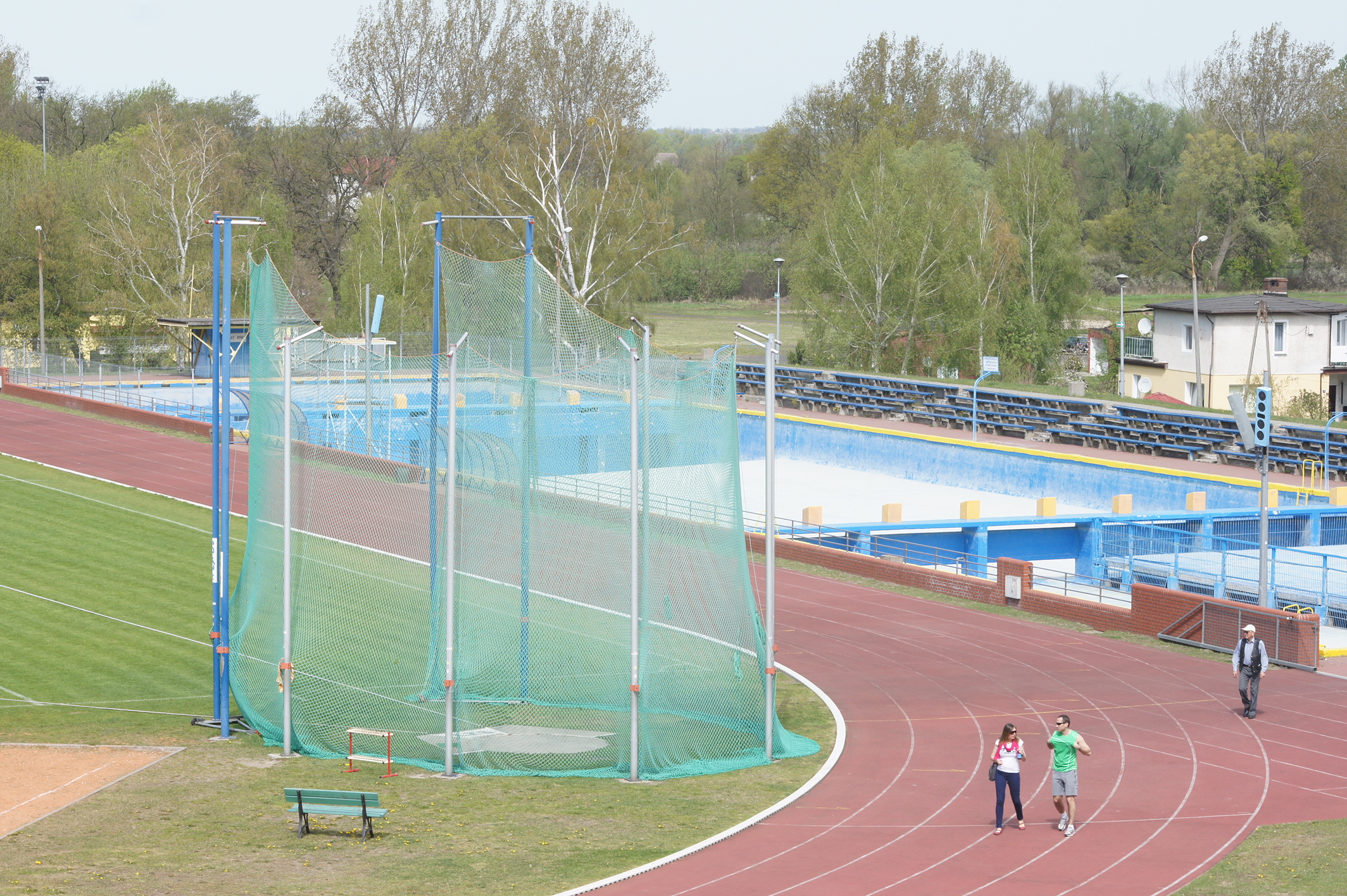
Complexo de piscinas externas do Estádio SOSiR

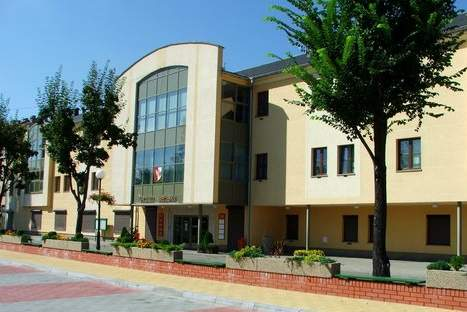
Prefeitura municipal na rua Academicka 1

A principal instalação esportiva da cidade é o Centro Esportivo e Recreativo de Słubice, localizado na rua Sportowa 1, que administra a maior base esportiva do condado de Słubice. SOSiR tem um estádio construído em 1914-1927, 4 campos de treino (incluindo 1 com relva artificial e iluminação de 4 mastros), ginásio, complexo de piscinas externas, quadras de tênis, campo de golfe e instalações para alimentação.
O Centro Desportivo e Recreativo de Słubice envolve o Parque de Diversões e Recreação, também conhecido como Parque “Odra”, com percursos pedestres, de corrida, de ciclismo, um tobogã e as ruínas da torre Kleist.
Existe um Pavilhão Municipal de Esportes na cidade localizado na rua Piłsudski, pertencente ao SOSiR. Em 2010, foi inaugurado o Centro Desportivo Escolar, que localizado na Escola primária n.º 1 e Escola secundária n.º 1. Como resultado da implementação do projeto, entre outros, um salão multifuncional de esportes e entretenimento com uma área de 1059 por 39 m.
O clube desportivo mais antigo de Słubice é o Clube Desportivo Municipal “Polonia” Słubice, que é o herdeiro do primeiro clube de futebol da cidade “Kotwica”, fundado em agosto de 1945. As conquistas do “Polonia” Słubice incluem as finais 1/16 da Copa da Polônia, conquistou a Copa da Polônia a nível provincial e o quarto lugar alcançado duas vezes no terceiro nível de jogos de futebol na temporada 1997/1998 e 2006/2007. Este clube joga na quarta liga da Lubúsquia.
Em 2002 e 2006, a cidade sediou o Campeonato Polonês de ciclismo cross-country para mulheres e homens.
Existem instalações desportivas em Słubice, tais como:
- Estádio SOSiR,
- Quatro campos de treinamento SOSiR,
- Complexo de piscinas ao ar livre,
- Quadras de tênis do Hotel Sports,
- Ginásio de esportes municipal na rua Piłsudskiego,
- Estádio ZSE-R,
- Campos de golfe,
- Estante de tiro municipal,
- Centro esportivo escolar com pavilhão esportivo próprio,
- Cinco campos desportivos polivalentes renovados no âmbito do programa Orlik 2012.

Clubes como:
- MKS “Polonia” — futebol (IV liga da Lubúsquia)
- KS AS Słubice - voleibol
- SKP Słubice — futebol (classe distrital, grupo Gorzów Wielkopolski)
- LKS Lubusz — atletismo
- UKS Rolniczak — atletismo
- WKS Orfa — pesca esportiva
- KS RAPA — pesca giratória
- KS Odra — xadrez
- BKS 2000 — boxe
- UKS Lider — ciclismo de estrada e cross-country
- USKS Muszkiet — esportes de tiro
- Golf Club Odra — golfe
- UKS Lotnik[80] — basquetebol
- KŻ PASAT — navegação à vela
- Husaria Fight Team — MMA
- Kampa Słubice — Palant, jogo de equipe por pontos com o uso de um bastão de madeira e uma bola.

## Administração
Os habitantes de Słubice elegem 13 vereadores para o Conselho da cidade (9 em 15). Os restantes 2 vereadores são eleitos pelos habitantes das zonas rurais da comuna de Słubice. O órgão executivo das autoridades é o prefeito. A sede das autoridades municipais é o edifício pós-militar na rua Akademicka 1.
A cidade é a sede do Gabinete do Condado de Słubice.
Os parlamentares são eleitos pelo círculo eleitoral de Zielona Góra e os membros do Parlamento Europeu pelo círculo eleitoral de Gorzów Wielkopolski.